# Tricot
Pour les articles homonymes, voir Tricot (homonymie).
Pour l’article ayant un titre homophone, voir Tricaud.

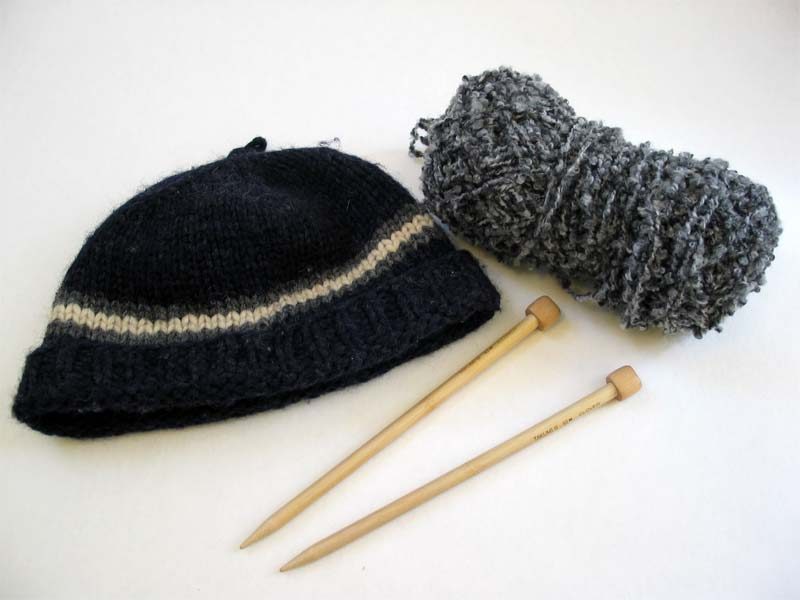
Tricot : un bonnet tricoté, une pelote de laine et une paire d'aiguilles.

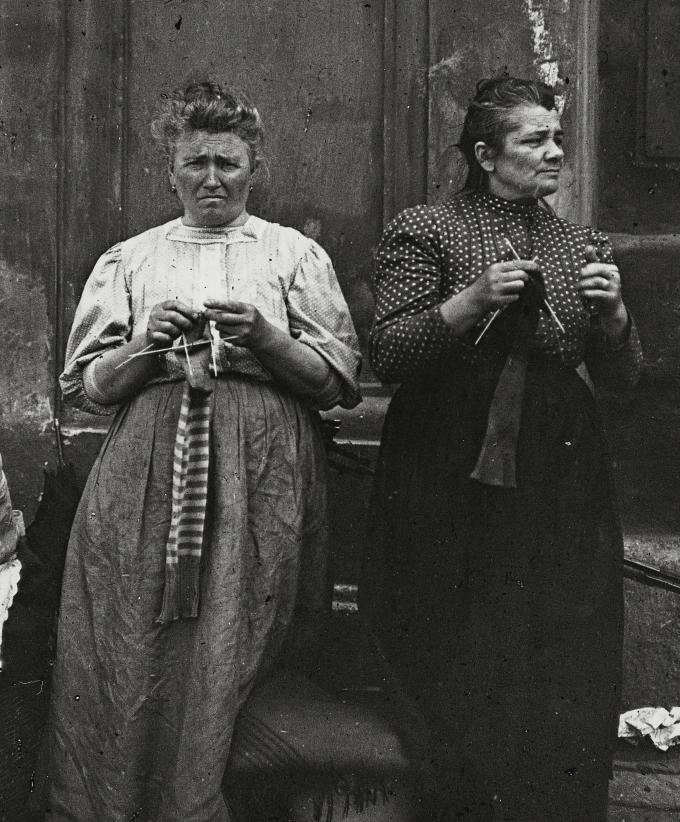
Employées de maison au chômage occupant par le tricot leur temps d'attente d’une nouvelle place, photographiées par Emil Mayer à Vienne (Autriche) entre 1905 et 1914.

Comme le tissage, le tricot est une technique utilisée pour fabriquer une étoffe à partir d'un fil. Le tricot est constitué de boucles, appelées mailles, passées les unes dans les autres. Les mailles actives sont tenues sur des aiguilles jusqu'à ce qu'elles puissent être bloquées par le passage d'une nouvelle maille à travers elles.

## Éléments de base

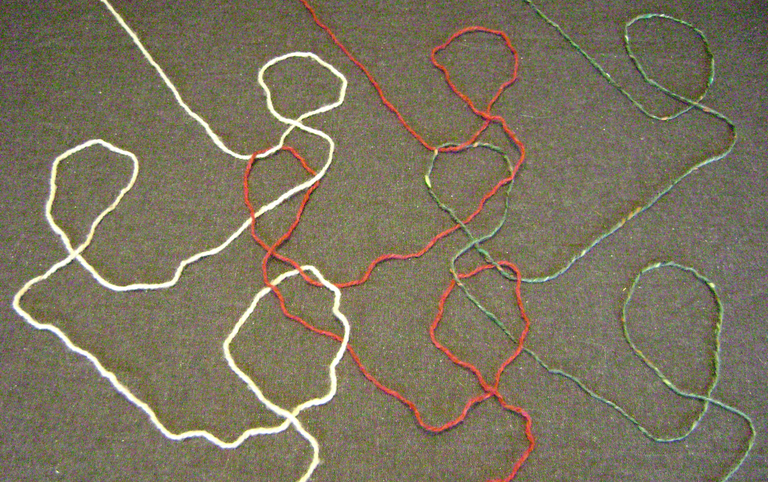
Modèle de base de tricot en chaîne. Des fils parallèles blanc, rouge et vert font des zigzags dans le sens général de la longueur, chaque maille bloquant une maille d'un fil voisin du rang précédent. Ainsi, les deux colonnes centrales de la figure forment des mailles alternativement blanc-rouge-blanc et rouge-vert-rouge.

Dans le tissage, les fils sont toujours droits et parallèles, soit dans le sens de la longueur (fil de chaîne) ou dans le sens de la largeur (fil de trame). Par opposition, le fil d'une étoffe tricotée suit un trajet en méandres, formant des boucles symétriques ou mailles successivement au-dessus et au-dessous du chemin moyen. Ces mailles en méandres peuvent facilement être étirées dans diverses directions, ce qui donne au tricot beaucoup plus d'élasticité que n'en a le tissu ; selon le type de fil et de point, des vêtements tricotés peuvent s'étendre jusqu'à 500 %.
Le processus du tricot a trois contraintes à respecter :
- les mailles actives (non bloquées) doivent être maintenues de manière à ne pas se démailler ;
- de nouvelles mailles doivent être passées à travers le tricot, d'habitude à travers les mailles actives, les bloquant ainsi ;
- les mailles doivent être relâchées, après avoir été bloquées.

Tant qu'elles ne sont pas bloquées, les mailles d'un rang tricoté vont se défaire si l'on tire sur le fil ; c'est ce qu'on appelle démailler. Pour bloquer une maille, il faut au moins passer une nouvelle maille à travers. Bien que la nouvelle maille soit elle-même en l'air (active ou vivante), elle bloque la (ou les) maille(s) à travers lesquelles elle passe. Une suite de mailles où chaque maille est suspendue à la suivante est appelée une colonne.
Il y a deux variétés majeures de tricot : le tricot plutôt artisanal dit en trame et le tricot industriel dit en chaîne. Dans le tricot en trame, plus commun, le fil court perpendiculairement aux colonnes, et toute l'étoffe peut être tricotée avec un seul fil qui va et vient, en rangs dans le sens de la largeur ; tandis que dans le tricot en chaîne, le fil court le long des colonnes, et il faut un fil par colonne. Comme un tricot typique peut avoir jusqu'à des centaines de colonnes, le tricot en chaîne ne se fait pratiquement qu'à la machine, alors que le tricot en trame peut être fait aussi bien à la main qu'à la machine. Les points tricotés en chaîne comme la charmeuse, l’atlas ou le satin résistent à l'usure, sont indémaillables, et sont couramment utilisés pour des maillots de bain, la lingerie, des voilages. Nous n'aborderons pas plus dans cet article le thème du tricot en chaîne, et nous nous limiterons au tricot en trame.

## Le jersey

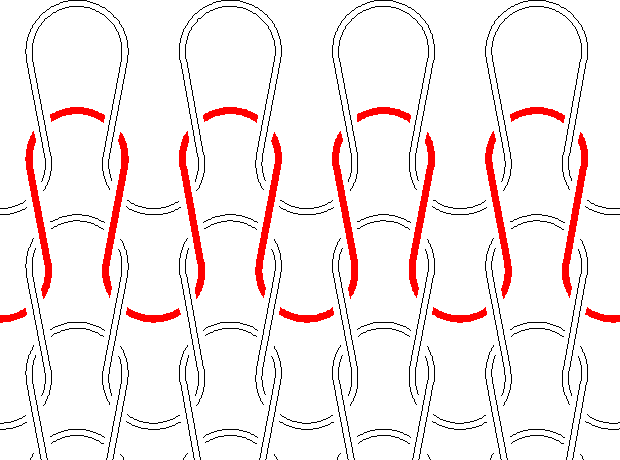
Structure d'un jersey, point de tricot usuel : le fil rouge faisant des méandres (mailles) définit un rang, le chemin du fil en travers du tricot. Les mailles blanches tout en haut ne sont pas bloquées, et sont donc actives, mais elles bloquent les mailles rouges qui y sont accrochées. À leur tour les mailles rouges bloquent les mailles blanches juste en dessous d'elles, qui à leur tour bloquent celles du rang suivant, etc.

Dans le point le plus simple, le jersey, toutes les mailles sont enfilées de la même manière dans la maille du rang en dessous. De cette manière, le textile est parfaitement uniforme, jusqu'aux dimensions de la maille elle-même. Cependant la laine décrit des méandres incessants, sans aucune partie rectiligne.
La topologie d'une étoffe tricotée est donc relativement complexe. Contrairement au cas des étoffes tissées, où les fils courent d'habitude tout droit horizontalement et verticalement, le fil qui a été tricoté suit un chemin plein de boucles le long de son rang, comme le fil rouge du diagramme de gauche, où les mailles d'un rang ont toutes été tirées à travers celles du rang inférieur.
C'est pour cela que le tricot avait été initialement mis au point : pour des vêtements qui doivent être élastiques et s'étendre pour suivre les mouvements de leur propriétaire, comme les chaussettes, ou la bonneterie. Par comparaison, le tissu ne s'étend pratiquement que dans une direction (en biais), et encore relativement peu, à moins d'être fait de fil élastique comme l'élasthane. Une courbure supplémentaire peut être introduite dans les vêtements tricotés, sans couture, comme pour le talon d'une chaussette : les effets obtenus pour les vêtements en tricot peuvent être obtenus par des rangs partiels, par des augmentations ou des diminutions (changement du nombre de mailles). Le fil utilisé pour le tissage est d'habitude bien plus fin que la laine à tricoter, ce qui peut donner au tricot plus d'épaisseur, mais moins de drapé qu'au tissu.
Beaucoup de vêtements élastiques modernes, même ceux qui utilisent des matériaux synthétiques élastiques, reposent sur des schémas de tricot pour obtenir une partie au moins de leur élasticité.
On peut constater sur la figure que le tricot en jersey n'est pas symétrique : si on le retourne, la disposition de l'entrelacement des mailles est différente.

### Le jersey: endroit et envers

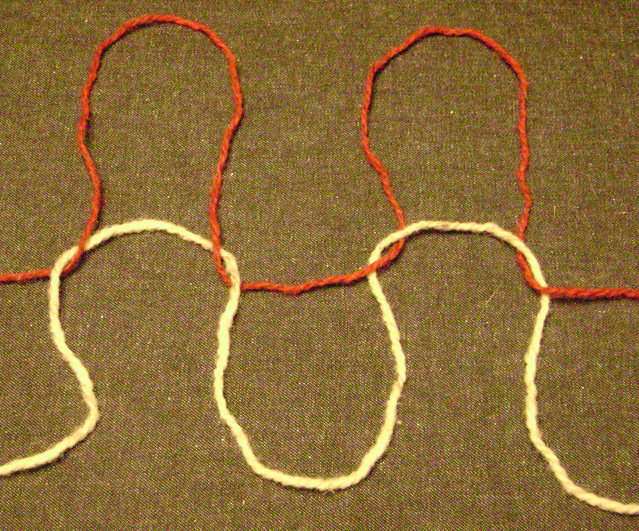
Dans le point à l'endroit de gauche, la maille suivante (rouge) passe à travers la précédente (blanche) par-dessous, tandis que dans le point à l'envers (à droite) la maille suivante entre par-dessus. Ainsi une maille à l'endroit vue d'un côté du tricot apparaît comme une maille à l'envers de l'autre côté. De même, une maille envers apparaîtra à l'endroit de l'autre coté.

Quand on bloque la maille précédente d'une colonne en la tricotant, la nouvelle maille peut passer dans la précédente soit par-dessous soit par-dessus. Dans le premier cas, la maille est appelée à l'endroit ; dans le second à l'envers. La figure montre à gauche une maille à l'endroit, qui forme l'endroit du jersey, et à droite une maille à l'envers. Les deux mailles sont reliées en ce qu'une maille à l'endroit vue d'un côté du tricot apparaît à l'envers vue de l'autre côté.

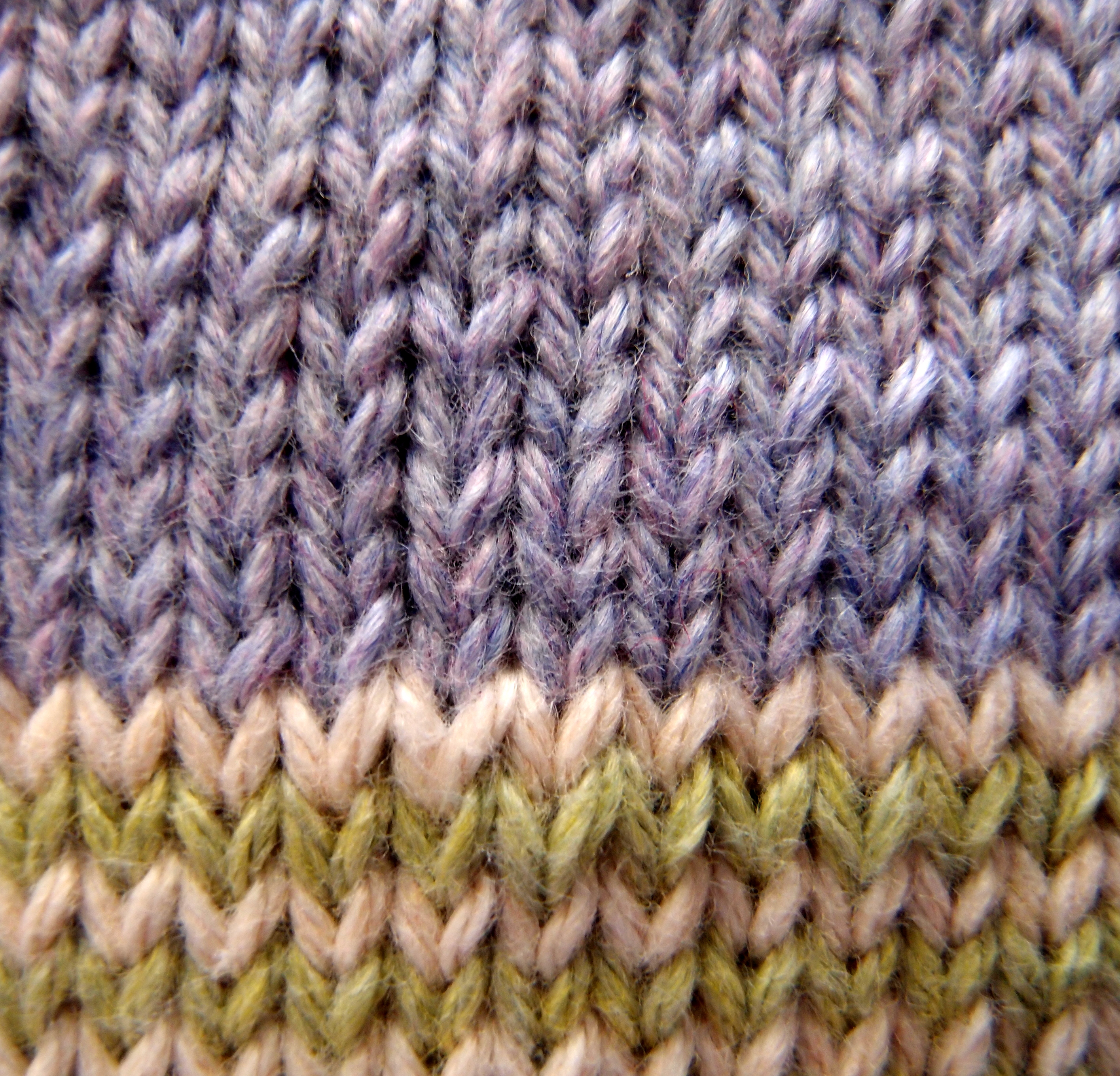
Vue agrandie d'un point de jersey

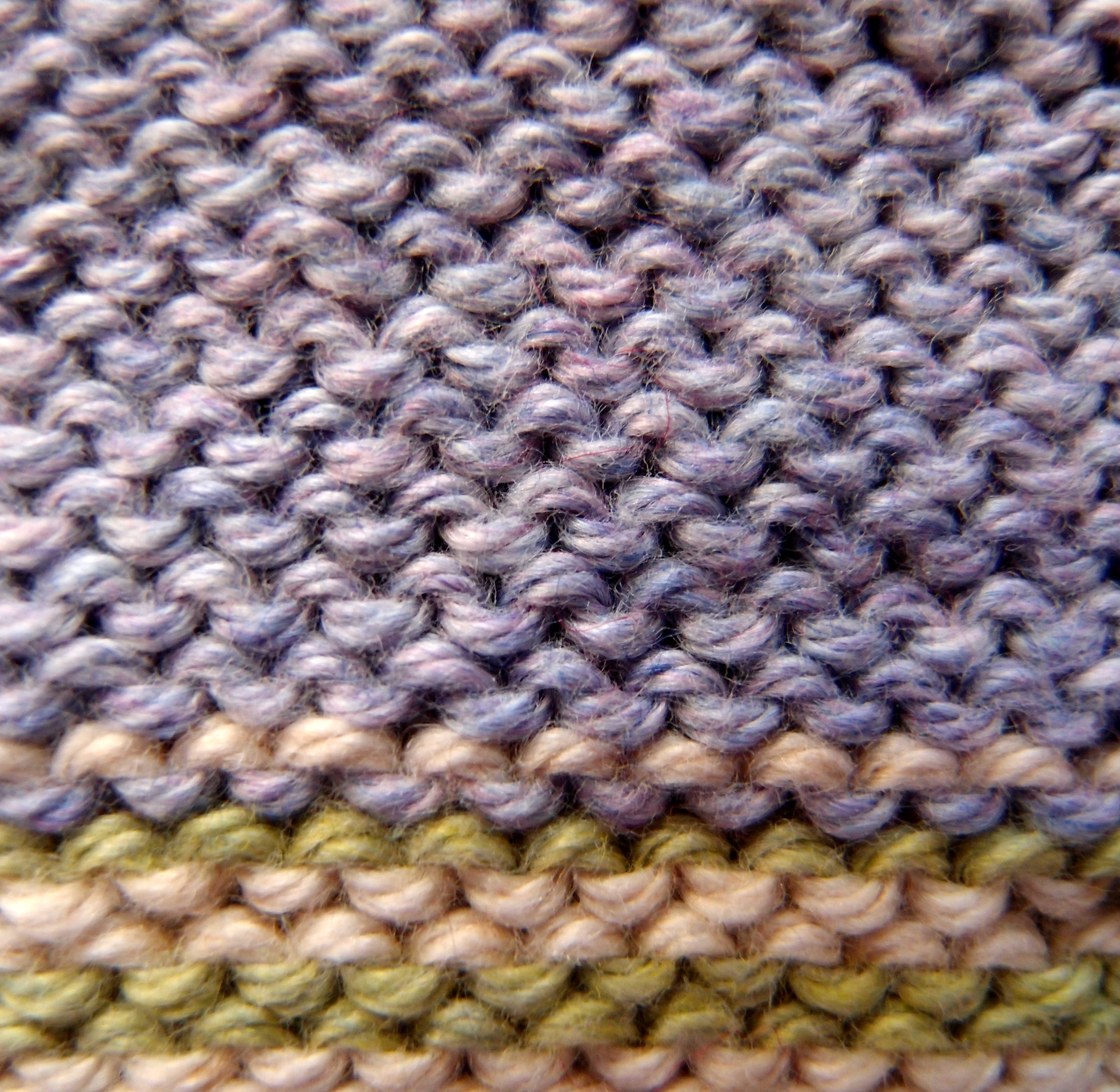
Vue agrandie d'un point de jersey à l'envers

Le tricot de base, appelé jersey, possède un endroit et un envers. Sur l'endroit du jersey, les parties visibles des mailles sont les verticales connectant deux rangs, en forme de V, arrangées comme sur une grille. Sur l'envers, on ne voit que les extrémités horizontales des mailles, formant une texture de bosses, souvent appelée jersey à l'envers. Ceci s'entend vu d'un même côté du tricot.
Bien que constituant "normalement" l'envers du tricot, le jersey à l'envers est souvent utilisé comme partie de motifs contrastant avec le jersey. Comme le fil maintenant les rangs ensemble est tout sur l'endroit, et que celui qui maintient les colonnes ensemble est tout sur l'envers, le jersey uni a une forte tendance à se rouler vers l'avant en haut et en bas, et vers l'arrière sur les côtés.
On peut faire des textures ou des dessins dans les tricots en utilisant les mailles à l'endroit et les mailles à l'envers comme des pixels rectangulaires, selon le diamètre des aiguilles. On peut aussi faire des mailles individuelles, ou des rangs, plus hauts, en mettant plus de fil dans la maille – souvent en faisant un « jeté » (tour supplémentaire sur l'aiguille), qu'on laissera filer au rang suivant – (maille allongée), ce qui forme la base du tricot inégal : un rang de mailles allongées peut alterner avec une ou plusieurs rangs de mailles courtes pour donner un aspect visuel intéressant. On peut aussi alterner des mailles allongées et des mailles courtes dans un rang, pour former des formes ovales en forme de poisson.

### Les côtes

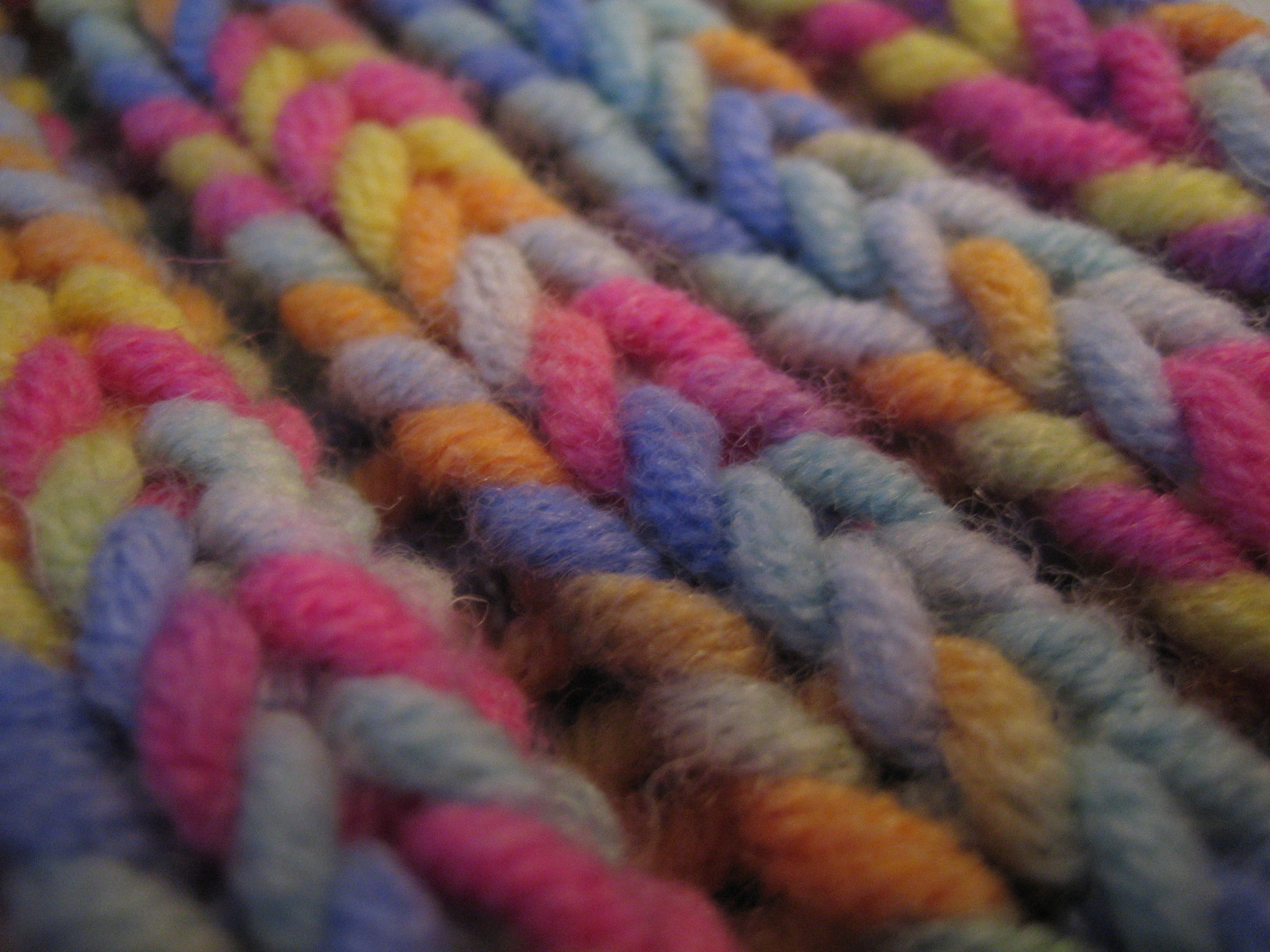
Vue agrandie de côtes tricotées avec une laine multicolore.

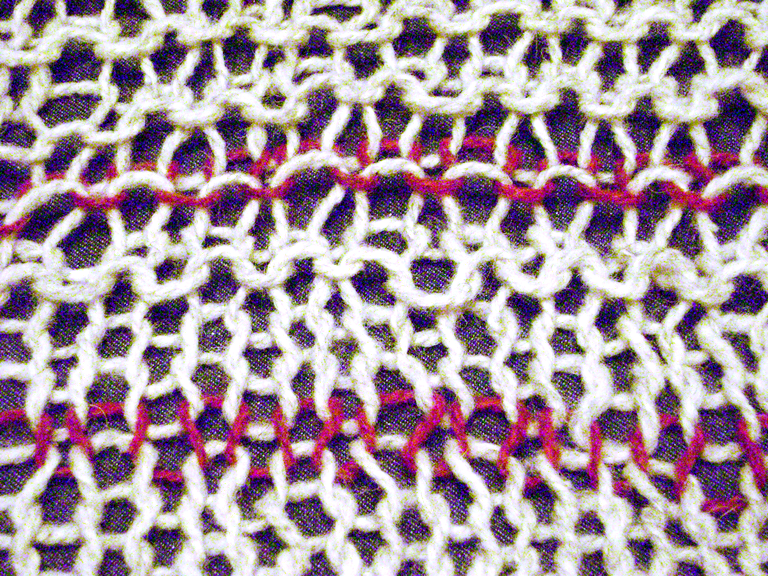
Les deux rangs de fil rouge illustrent deux types de tricot de base. Le rang du bas est tricoté à l'endroit sur le rang blanc dessous, et le rang blanc dessus tricoté à l'endroit : ceci fait du point mousse. Le rang rouge du haut est tricoté à l'envers sur le rang en dessous, puis tricoté à l'endroit, ce qui donne du jersey.

En mélangeant les mailles à l'envers et les mailles à l'endroit, on peut créer divers motifs. On peut obtenir des côtes verticales en alternant des colonnes à l'endroit et des colonnes à l'envers. On caractérise ces motifs par le nombre de colonnes à l'endroit et à l'envers. On utilise par exemple fréquemment la côte 2-2, très élastique, où 2 colonnes à l'endroit et 2 colonnes à l'envers alternent régulièrement. Les colonnes de mailles à l'envers ont une tendance à s'enfoncer, celles de mailles à l'endroit à saillir. Ainsi, dans les côtes, les colonnes à l'envers tendent à être invisibles, parce qu'elles passent derrière les colonnes à l'endroit qui saillent.
On peut faire aussi des côtes horizontales en alternant les rangs à l'endroit et les rangs à l'envers. Le plus simple d'entre eux est le point mousse point mousse (haut), ou côte 1-1 horizontale, très élastique. Dans les côtes horizontales, les rangs à l'envers tendent à saillir par rapport à des rangs à l'endroit voisins. Ceci forme la base du tricot en relief, dans lequel l'apparence d'un tricot change selon la direction sous lequel il est regardé.
Les côtes, verticales ou horizontales, sont très élastiques dans la direction perpendiculaire, car elles ont tendance à former des fronces, qu'il est aisé de déplier. Dans les côtes symétriques, la tendance du tricot à rouler est faible, ce qui les rend très usitées pour les bords, malgré leur élasticité.
On peut également faire des dessins en carreaux, dont le plus simple est le point de riz : les mailles à l'endroit et à l'envers alternent le long des rangs et le long des colonnes.
Les tricots dans lesquels le nombre de mailles à l'endroit et à l'envers n'est pas le même ont tendance à se courber ; ceux pour lesquels ces nombres sont égaux (côtes, point mousse ou point de riz) se tiennent bien plats et donnent de beaux drapés.

### Tricot à plat et tricot en rond

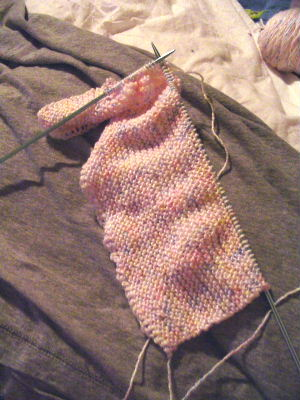
Tricot à plat. Les mailles sur les aiguilles métalliques sont les mailles actives, et le fil venant du tricot est le fil de travail (point mousse).

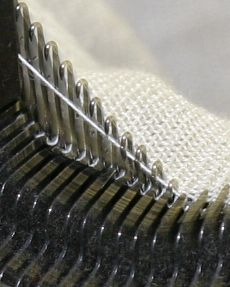
Une machine à tricoter moderne en train de tricoter en trame.

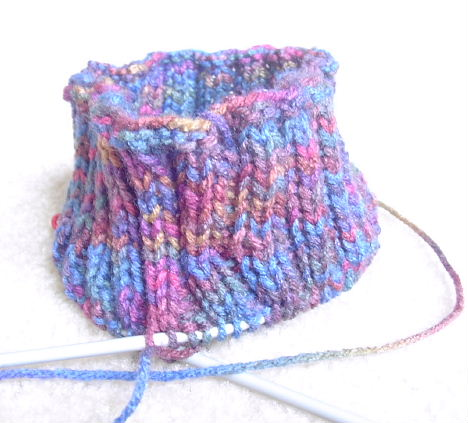
Tricot circulaire sur une aiguille circulaire.

Une grand-mère tricotant des chaussettes. Mars 2021.

À la main, il existe de nombreux styles et méthodes. Le tricot à plat, qui peut être fait sur deux aiguilles droites, ou sur une aiguille circulaire, produit une bande, tandis que le tricot circulaire ou tricot en rond, qui se fait sur une aiguille circulaire ou sur un jeu d'aiguilles à deux pointes, produit un tube sans couture qui croît en hélice.
Le tricot à plat est, à la base, utilisé pour tricoter des rectangles plats, et habituellement des pièces plates, comme les écharpes, les couvertures, les devants et dos de chandails. Il s'effectue en retournant le travail à chaque fin de rang. Il faut alors faire attention à ce que l'on inverse la perspective sur le travail. Si l'on veut tricoter du jersey, il faut alors tricoter alternativement un rang à l'endroit, puis un rang à l'envers. Pour le point mousse, il suffit de toujours tricoter à l'endroit (ou à l'envers), et comme on retourne le tricot à chaque bout de rang, les rangs successifs, vus d'un côté, apparaissent successivement à l'endroit et à l'envers.
Le tricot circulaire ou tricot en rond est une forme de tricot qui crée un tube sans couture (à la main ou à la machine). On tricote par tours (l'équivalent des rangs en tricot à plat) en hélice. Initialement, le tricot circulaire était fait en utilisant un ensemble de quatre ou cinq aiguilles à deux pointes. Plus tard, les aiguilles circulaires ont été inventées. Une aiguille circulaire ressemble à deux aiguilles à tricoter courtes, reliées par un câble en plastique.
On utilise le tricot circulaire pour créer des pièces de tricot circulaires ou en tube, comme les bonnets, les chaussettes, les moufles, le corps d'un chandail ou les manches.
Il existe encore le tricot aux doigts. Ce n'est pas fait sur des aiguilles, mais sur les doigts, et produit un tube.

### Montage, fermeture, augmentations, diminutions
Une colonne démarre dès qu'une aiguille vide commence à tricoter Pour faire les points initiaux d'un tricot, on utilise une méthode de montage ; pour bloquer les mailles finales, on utilise une méthode de fermeture. Pendant le tricot, les mailles actives sont tenues mécaniquement, soit par des crochets individuels (dans les machines à tricoter), soit par des aiguilles ou des cadres dans le tricot à la main.
Un tricot commence donc par l'opération de montage des mailles, qui implique la création initiale des mailles sur l'aiguille. Différentes méthodes de montage sont utilisées, avec différentes propriétés : l'une peut être suffisamment élastique pour la dentelle, tandis que l'autre fabrique une bordure décorative. On utilise aussi des montages provisoires si l'on veut pouvoir continuer à tricoter dans les deux sens à partir du montage. Il y a bien des méthodes pour faire le montage, comme la méthode du pouce (aussi connue sous le nom de fronde ou de longue queue), où les mailles sont créées par une série de boucles, qui donneront, une fois tricotées une bordure très lâche, idéale pour relever des mailles en vue de tricoter une bordure. Dans la méthode de la double aiguille (aussi connue sous le nom de montage sur câble), chaque boucle placée sur l'aiguille est immédiatement tricotée, ce qui produit une bordure plus ferme, idéale comme bordure définitive, et il en est bien d'autres. Le nombre de mailles actives reste le même qu'au montage sauf si l'on ajoute des mailles (augmentation) ou si l'on en enlève (diminution).
Une fois le morceau de tricot fini, il faut fermer les mailles actives restantes. La fermeture consiste à bloquer les mailles chacune par sa voisine, si bien qu'il n'en reste plus qu'une, que l'on bloque en coupant la laine et en tirant sur la maille jusqu'à ce que le bout de la laine passe à travers. La mécanique est différente de celle du montage, mais la variété des méthodes est comparable.
Dans le tricot à plat, on introduit aussi sur les côtés des bords supplémentaires, qui correspondent aux fins de rang. Ceux-ci peuvent être aussi réalisés de diverses façons, avec des propriétés et des aspects divers.
Les bords de départ et de fin d'un tricot s'appellent bords de montage et de fermeture. Les bords de côté sont les bords, tout simplement. On peut introduire des bords verticaux ou horizontaux au milieu d'un tricot, par exemple pour faire des boutonnières, en fermant et en remontant à nouveau, pour faire une boutonnière horizontale, ou en tricotant séparément les deux côtés d'une boutonnière verticale, la formant ainsi entre les bords.
Une nouvelle maille peut aussi être passée à travers deux (ou plus) mailles du rang actif, ce qui fait une diminution, et rassemble des colonnes en une.
Inversement, une colonne peut être partagée en deux colonnes ou plus par augmentation, souvent impliquant un jeté (tour supplémentaire de fil autour de l'aiguille). Selon la manière dont l'augmentation est faite, il y a souvent un trou en œillet dans le tissu au point de l'augmentation.

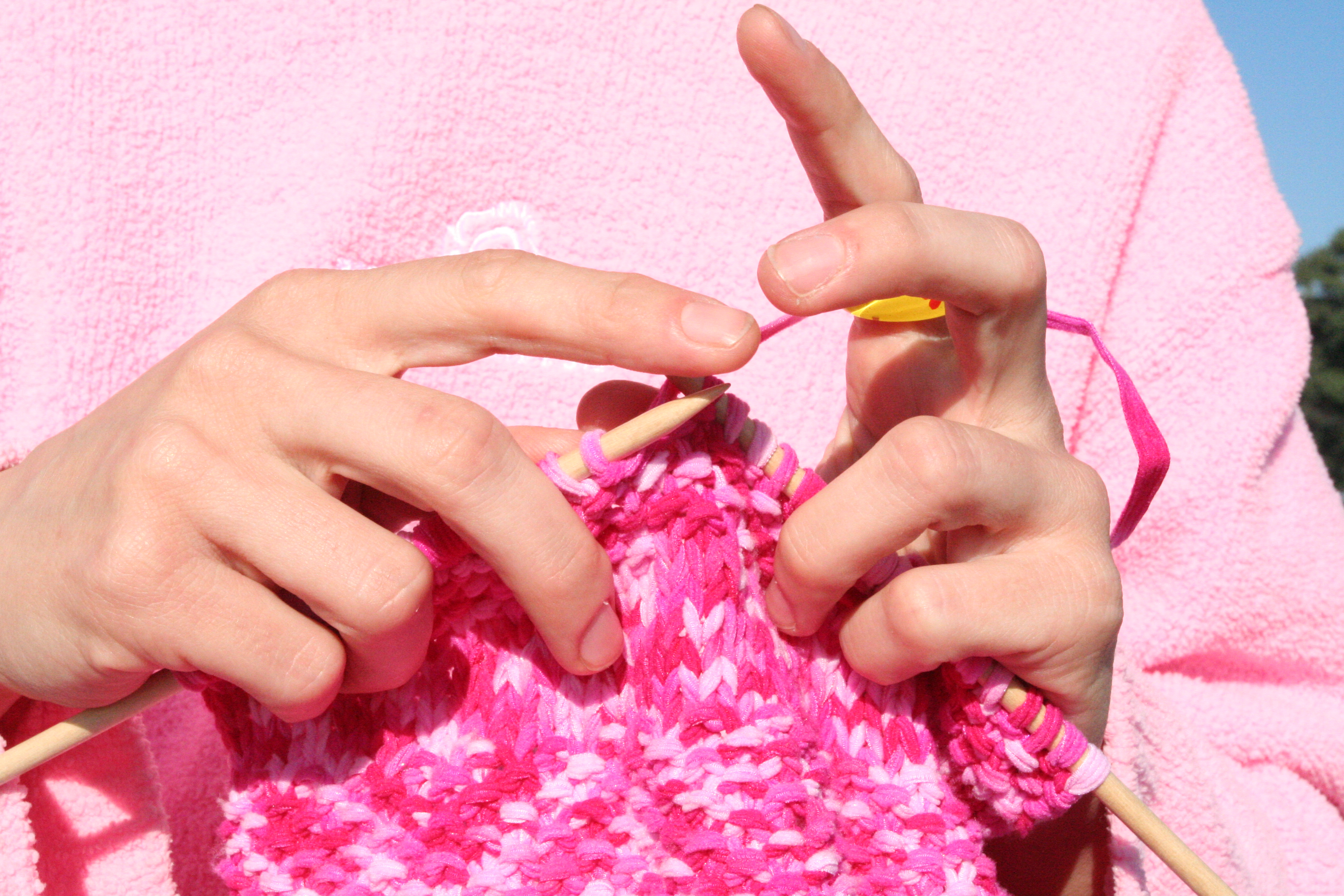
Tricot à l'allemande, le fil tenu par l'index gauche.

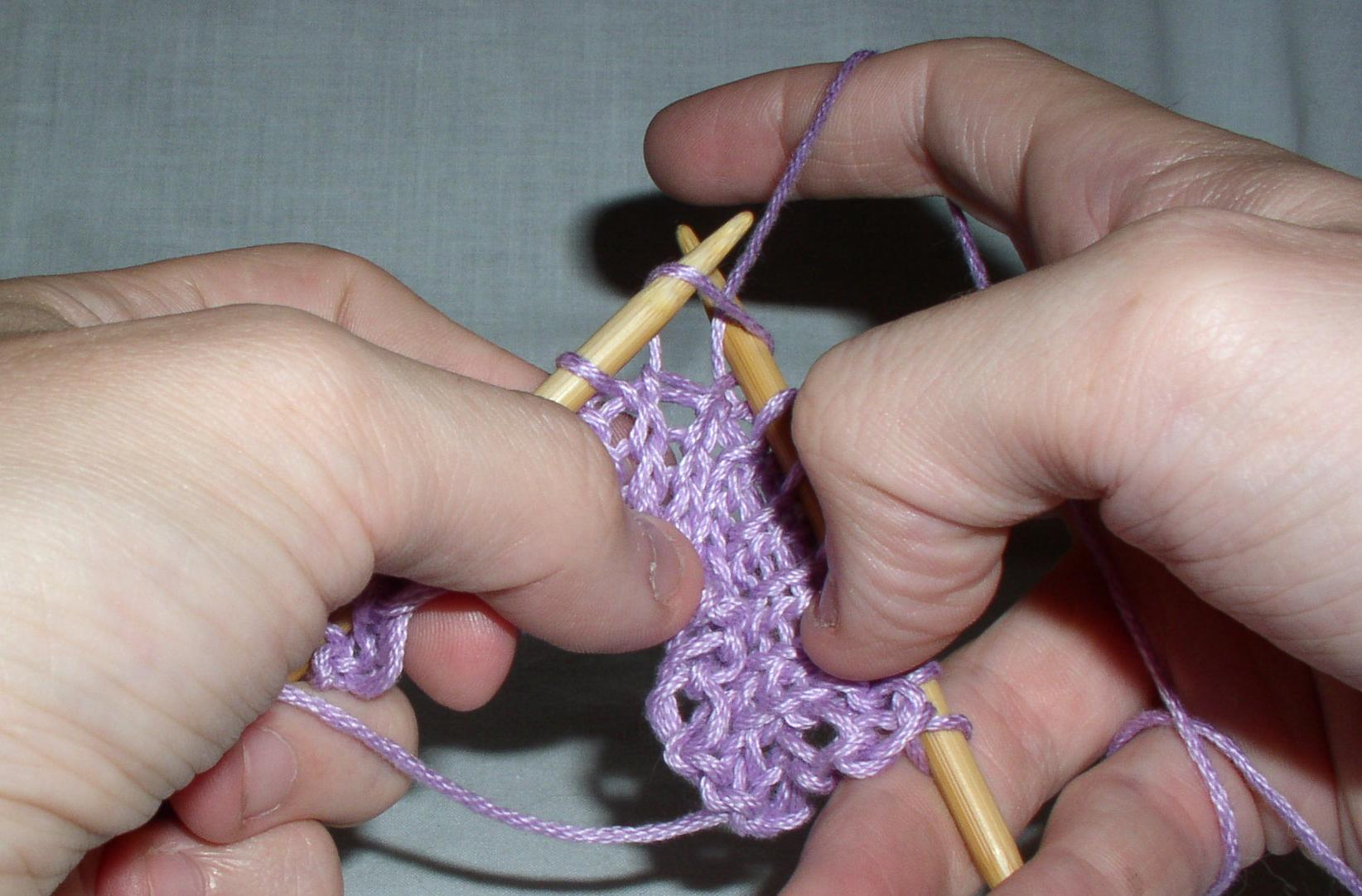
Tricot à l'occidentale: le fil est tenu par l'index droit

### Techniques de tricot
La plupart des tricoteurs des pays européens utilisent soit la méthode dite allemande (ou continentale), où le fil est tenu dans la main gauche, soit la méthode dite anglaise, où le fil est tenu dans la main droite. Dans les tricots de type jacquard, certaines personnes utilisent une méthode dite combinée : le fil d'une couleur est tenu et tricoté selon la méthode continentale, tandis que le fil de l'autre couleur est tenu et tricoté selon la méthode dite anglaise.
Il y a aussi différents usages, généralement locaux, pour insérer l'aiguille dans la maille.
En tricotant certains vêtements, en particulier les plus grands comme les chandails, le vêtement final peut être fait de plusieurs morceaux tricotés séparément, et enfin cousus ensemble par un point invisible. Mais il est aussi possible de tricoter sans couture, d'une seule pièce. C'est la méthode la plus fréquemment utilisée dans les tricots scandinaves et pour la réalisation de pulls de style Aran.
En Amérique du Nord, Elizabeth Zimmermann a joué un rôle majeur dans la popularisation des techniques de tricot sans couture et circulaire. Elle a mis au point toute une technique de calcul pour faire une châle circulaire et tricoter une chandail seyant et proportionnel.
Les objets plus petits, chaussettes et bonnets, sont d'habitude tricotés en rond d'une seule pièce sur des aiguilles à deux pointes ou des aiguilles circulaires.

## Les ornementations
Avec diverses laines et aiguilles, on peut obtenir des produits finis bien différents, en variant les couleurs, les textures, le poids ou le serrage. L'utilisation d'aiguilles de diamètres et de pointes diverses peut ajouter aux effets. De plus on a une grande liberté dans le choix de la confection des mailles, ce qui ajoute aux effets.
Toutes les combinaisons de mailles à l'endroit et à l'envers, éventuellement avec des techniques plus élaborées, engendrent des tissus possédant diverses qualités, de la gaze au très dense, du très élastique au relativement rigide, du plat au fortement roulé, etc.
Le motif le plus commun pour un vêtement tricoté est celui, uni, du point de jersey. C'est celui utilisé, à très petite échelle, par les machines à tricoter, pour les bas et les T-shirts. D'autres motifs simples peuvent être obtenus par le mélange de mailles à l'endroit et de mailles à l'envers, comme les côtes, verticales, ou horizontales, le point mousse, le point de riz. En ajoutant les mailles glissées (mailles passées d'une aiguille à l'autre sans être tricotées), on augmente considérablement les possibilités, comme les talons ou le point de toile, et tout un ensemble de motifs complexes.

### Les points d'ornementation

#### Mailles vers le bas
Typiquement, quand une nouvelle maille est passée à travers une maille active, la longueur de la colonne augmente d'une maille. Mais ce n'est pas toujours le cas : la nouvelle maille peut être passée à travers une maille déjà tricotée plus bas dans le tricot, ou également entre des mailles tricotées (maille vers le bas). Selon la distance entre l'endroit où la maille est tricotée et le point dans le tricot où elle est, une maille vers le bas peut produire une subtile moucheture, ou une longue ligne sur la surface du tricot, comme pour les feuilles inférieures d'une fleur. La nouvelle maille peut aussi être passée entre deux mailles du rang actif, en resserrant les mailles concernées. Cette approche est souvent utilisée pour produire un effet de fronces sur le tricot. Les mailles rassemblées peuvent ne pas être du même rang : par exemple, on peut faire un pli en tricotant ensemble des mailles de différents rangs, ce qui produit une marque horizontale en saillie sur le tricot.

#### Mailles glissées
Toutes les mailles d'un rang n'ont pas besoin d'être tricotées ; certaines peuvent être laissées en l'état, simplement passées d'une aiguille à l'autre, et tricotées sur un rang ultérieur. Ceci est connu sous le nom de maille glissée. Les mailles glissées sont naturellement plus longues que les tricotées. Par exemple, une maille glissée sur un rang avant d'être tricotée sera en gros deux fois plus haute que ses voisines. Ceci peut produire des effets visuels intéressants, bien que le tricot résultant soit plus rigide, car les mailles glissées tirent sur leurs voisines et sont moins déformables. La technique des mailles glissées joue un rôle important dans le tricot en mosaïque, une technique importante dans les étoffes texturées tricotées à la main. Les tricots en mosaïque ont tendance à être plus raides que les tricots texturés fabriqués par d'autres méthodes, telles que celles utilisées pour le jacquard.

#### Maille manquée
Dans certains cas, une maille peut être délibérément laissée non tricotée, et sa colonne se démaille. Ceci est connu sous le nom de tricot à maille manquée, et produit une échelle verticale de trous transparents dans le tricot, correspondant à l'emplacement de la colonne démaillée.

#### Mailles torses

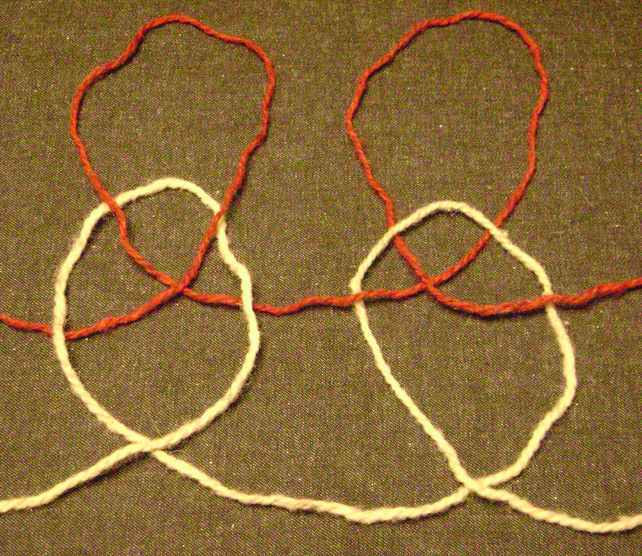
Dans certaines limites, un nombre arbitraire de torsions peut être appliqué aux nouvelles mailles, qu'elles soient à l'endroit ou à l'envers. Ici, on illustre une torsion simple, vers la gauche sur les mailles de gauche, et vers la droite sur celles de droite.

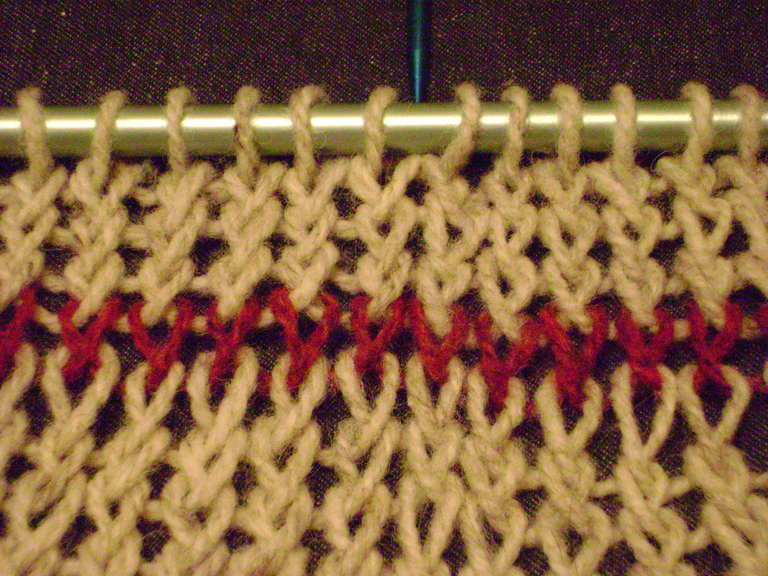
Les mailles de droite sont torses à droite, et celles de gauche torses à gauche.

Les mailles à l'endroit et à l'envers peuvent être tordues : d'habitude une seule fois (c'est-à-dire un demi-tour) au plus, mais quelquefois deux ou (très rarement) trois fois. Quand on la regarde du dessus, la torsion peut être dans le sens des aiguilles d'une montre ou opposé. Dans le premier cas le fil de droite passe devant celui de gauche, sinon c'est l'inverse. On appelle ces mailles torses à droite, respectivement à gauche. Les tricoteurs à la main produisent généralement les mailles torses à droite en tricotant à travers les mailles par derrière, c'est-à-dire en passant l'aiguille dans la maille d'une façon inhabituelle, mais en tournant le fil sur l'aiguille comme à l'habitude. Par contre, les mailles torses à gauche sont généralement faites par les tricoteurs à la main en tournant le fil à l'envers sur l'aiguille et en enfonçant cette dernière comme d'habitude dans la maille. Bien qu'elles soient symétriques dans leur forme, les mailles torses sont équivalentes fonctionnellement. Les deux types de mailles torses donnent une texture visuelle subtile mais intéressante. Elles tendent à resserrer le tricot, le rendant plus raide. Les mailles torses sont une méthode habituelle pour tricoter de fins fils métalliques pour la joaillerie.

### L'organisation des ornementations
Certaines techniques de tricot plus avancées créent une variété surprenante de textures complexes. L'aspect du vêtement est aussi influencé par le poids de la laine, qui décrit l'épaisseur de fibres filées. Plus la laine est épaisse, plus les mailles seront visibles. Les points ornementaux doivent être intégrés avec soin au projet final, pour lui donner un bel aspect général.

#### Torsades

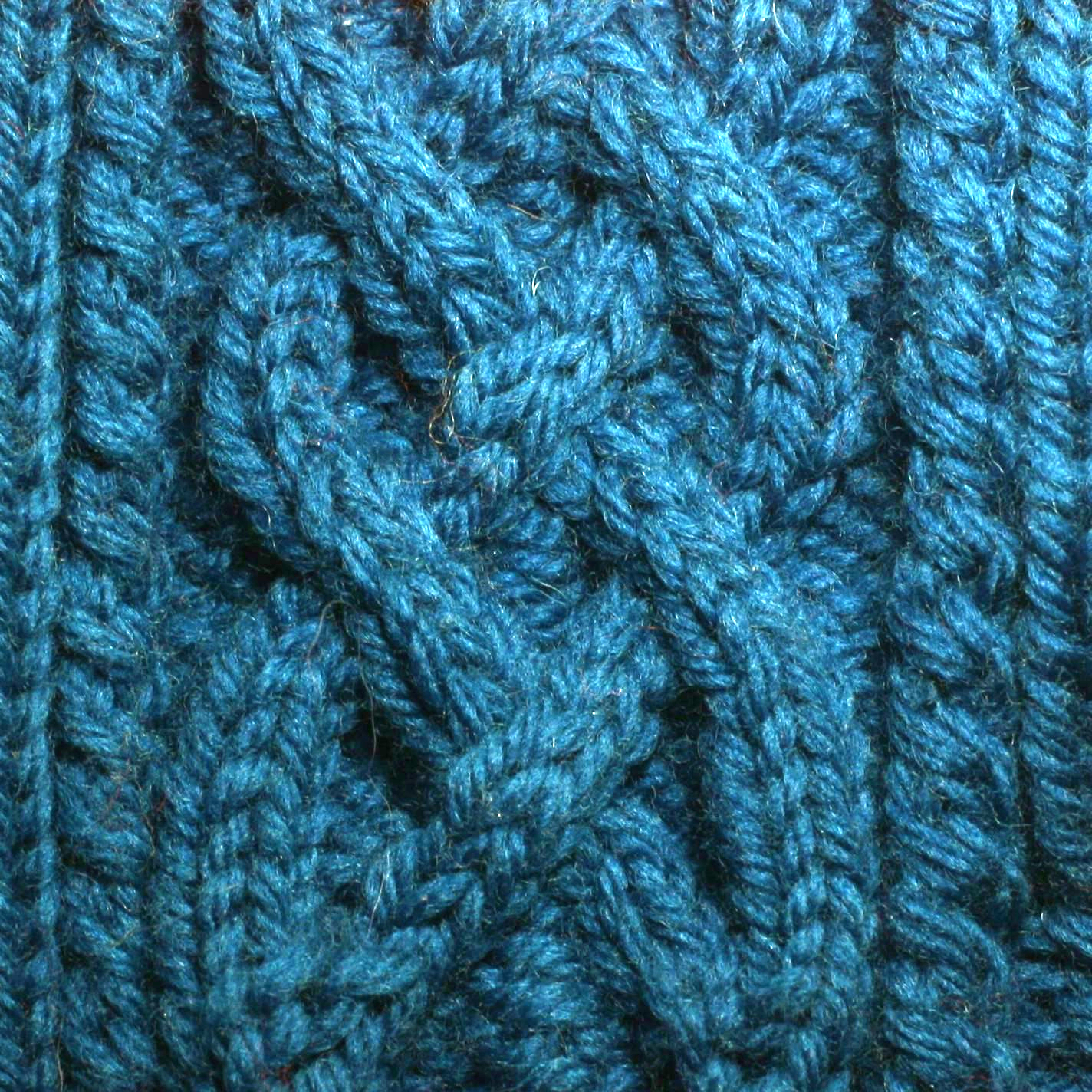
Illustration de torsades tricotées. La torsade centrale est faite de côtes 2-2 : le fond est à l'envers et les brins de la torsade sont chacun 2 colonnes à l'endroit. En changeant l'ordre des mailles, on fait se croiser les colonnes.

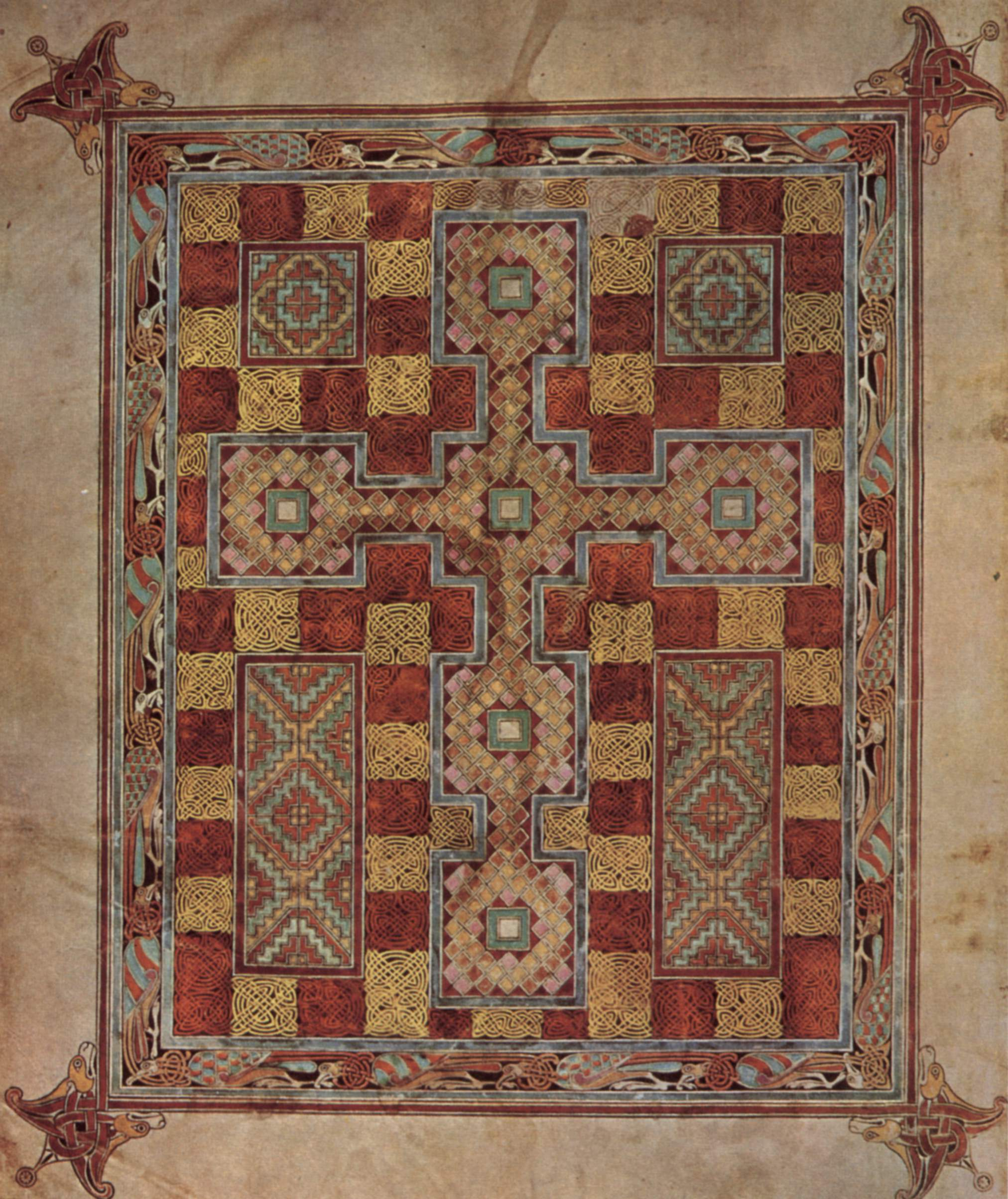
Peinture du VIIe siècle sur parchemin illustrant un tapis. Le fond est formé de nœuds celtiques très fins (cliquer 3 fois par étapes pour voir le détail)

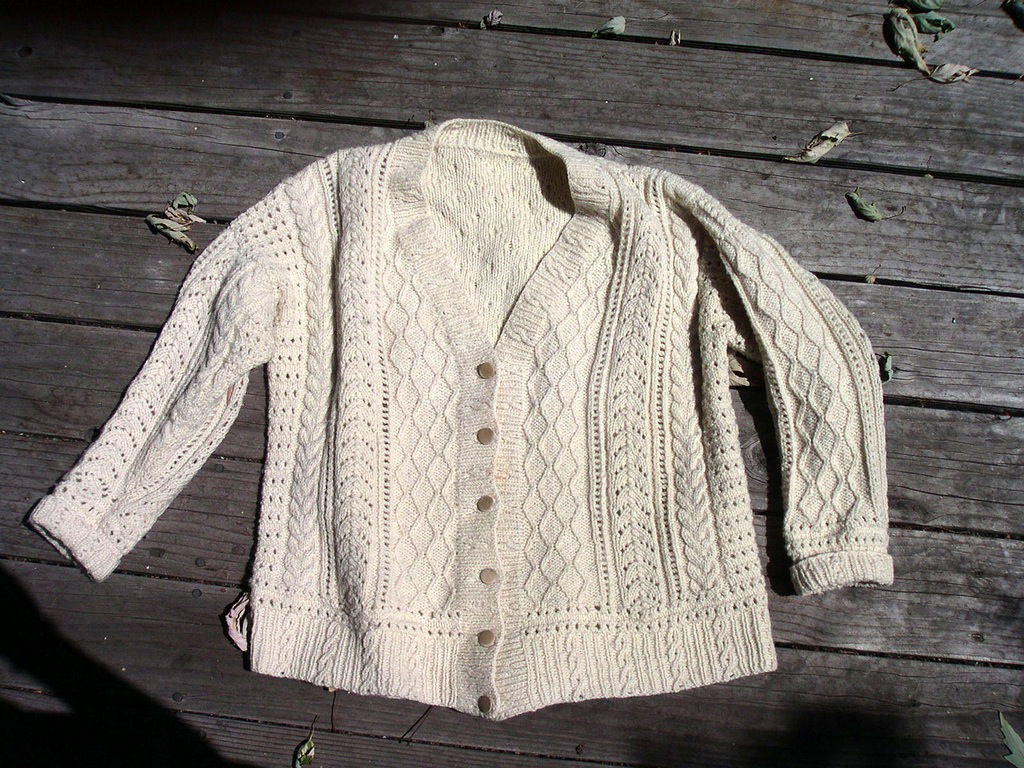
Chandail d'Aran, couvert des fameux motifs en torsades, dont certains ont une signification symbolique.

D'habitude, les mailles sont tricotées dans le même ordre sur chaque rang, et les colonnes sont parallèles, verticales le long du tricot. Mais ceci n'est pas une règle obligatoire.
En changeant l'ordre des mailles d'un rang à l'autre, d'habitude avec une aiguille à torsades, ou réserve de mailles, on peut tricoter une variété infinie de tresses, de torsades, de nids d'abeilles, de motifs des chandails d'Aran. Les torsades ont tendance à resserrer le tricot, le rendant plus dense et moins élastique. Les chandails d'Aran utilisent une grande variété de tricots en torsade. On peut ainsi réaliser des tresses arbitrairement complexes, sous la restriction que les colonnes doivent toujours se diriger vers le haut ; il est en général impossible d'avoir une colonne qui monte puis descend dans le tricot. Des tricoteurs ont mis au point des méthodes pour donner l'illusion d'une colonne circulaire, comme celles qui apparaissent dans les nœuds celtiques, mais ce ne sont que des approximations inexactes : le sens de tricot fait que les mailles ont la forme d'un V, et il faudrait les raccorder au sommet avec des mailles en < aux intercolonnes en forme de Λ, ce qui est impossible . Cependant de telles colonnes circulaires sont possibles en utilisant la reprise suisse, une forme de broderie, ou en tricotant séparément un tube et en l'appliquant sur le tricot.

#### Dentelle

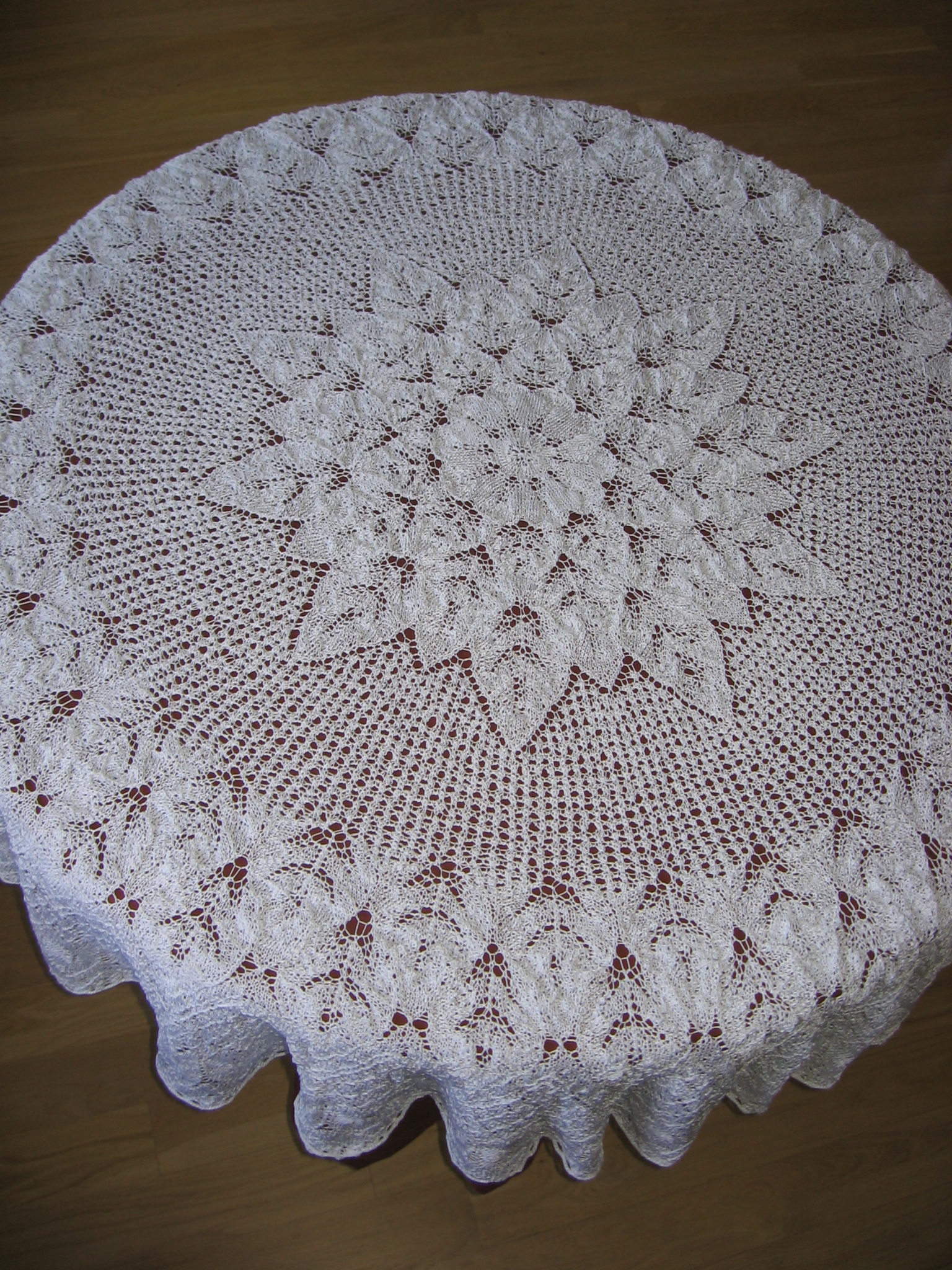
Dans le tricot en dentelle, le motif est fait de petits trous stables, généralement par des jetés.

En combinant les augmentations faisant de petits trous en œillet, avec des diminutions assorties, on peut créer un tissu très léger ressemblant à la dentelle : c'est le tricot en dentelle, qui consiste en motifs et dessins utilisant de tels trous, plutôt qu'avec les mailles elles-mêmes,. Les grands et nombreux trous de la dentelle la rendent extrêmement élastique : par exemple certains châles en Shetland sont nommés alliances, parce qu'ils sont si fins qu'ils peuvent passer à travers une alliance.

#### Les entrelacements

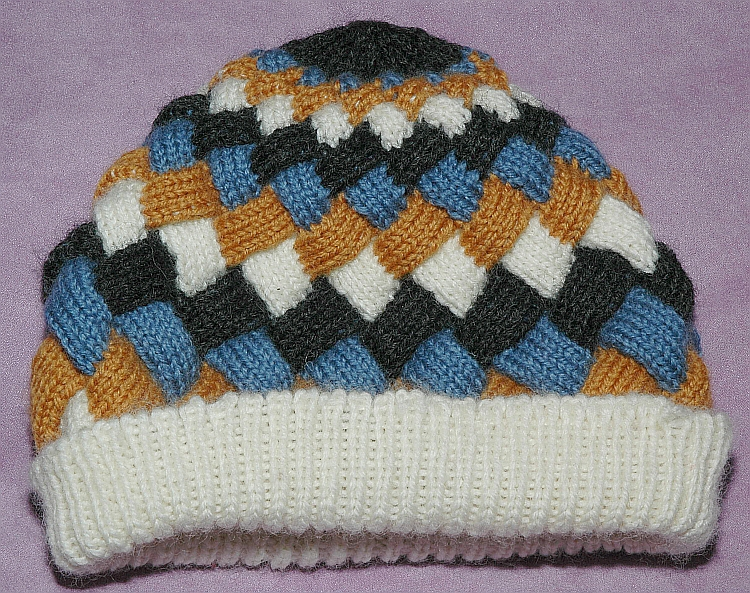
Illustration de lentrelacement. Les colonnes bleues et blanches sont parallèles entre elles, et perpendiculaire aux noires et brunes, faisant penser au tissage d'un panier.

Deux tricots peuvent être cousus par des méthodes de couture invisible empruntées à la broderie, le plus souvent le point Kitchener.
Mais on peut surtout commencer de nouvelles colonnes à partir d'un bord quelconque d'un tricot ; ceci s'appelle relever des mailles, et c'est la base de l’entrelacement. L'entrelacement forme un riche motif en échiquier, en tricotant de petits carrés, en relevant leurs côtés et en tricotant d'autres carrés pour continuer perpendiculairement le vêtement.

#### Tricot en biais
En combinant les augmentations et les diminutions, il est possible d'orienter la direction d'une colonne en oblique par rapport à la verticale. Ceci est la base du tricot en biais, et peut être utilisé pour des effets visuels comparables à la direction du trait de pinceau sur une peinture à l'huile.

#### Ornements rapportés
Divers ornements ponctuels peuvent être ajoutés au tricot pour l'aspect, ou pour améliorer la résistance à l'usure. Les exemples comprennent les divers types de pompons, de paillettes ou de perles. De longues boucles peuvent aussi être tirées et fixées, donnant un aspect hirsute au tricot ; ceci est appelé tricot à boucles. Des motifs additionnels peuvent être faits à la surface du tricot en utilisant la broderie ; si cette broderie ressemble au tricot, elle s'appelle souvent reprise suisse. Diverses finitions sont rapportées sur les vêtements, comme les boutons ou galons. Les boutonnières sont généralement tricotées dans le vêtement, plutôt que coupées, ce qui risquerait des démaillages intempestifs.
Des ornements peuvent aussi être tricotés séparément et attachés en applique. Par exemple, les feuilles et pétales différemment colorés d'une fleur peuvent être tricotés séparément et appliqués pour former le dessin final. Des tubes tricotés séparément peuvent être appliqués sur un tricot pour former les complexes nœuds celtiques ou autres dessins difficiles à tricoter.

#### Feutrage
Le feutrage est une technique pour agglomérer les fibres de laine. Le produit fini est mis dans une lessive chaude, et agité jusqu'à ce qu'il soit rétréci. Le résultat final est significativement plus petit. On peut feutrer des sacs, des moufles, des chaussettes ou des bonnets, par exemple. Ceci peut être souhaité pour améliorer la cohésion et l'imperméabilité du tricot, ou tout à fait désagréable, si cela arrive par accident, en mettant par mégarde une pièce en tricot dans une lessive de coton blanc à 90°.
Des fils non tricotés peuvent être introduits dans le tricot pour renforcer leur chaleur, comme on le fait pour ouater, en petits brins dont les extrémités, laissées libres à l'intérieur, sont feutrées, ou en fils réguliers introduits dans les rangs.

### L'utilisation de la couleur

Les deux méthodes principales pour tricoter en jacquard.

Beaucoup de vêtements tricotés finis n'utilisent qu'une seule couleur de laine, mais il y a beaucoup de façons de travailler en couleurs multiples.
On tricote avec plusieurs fils de couleurs différentes, d'habitude pour faire des dessins en couleur intéressants. On appelle ces dessins en général jacquard.
Il existe deux approches les plus courantes, appropriées à des dessins de style différent. La figure représente schématiquement ces deux méthodes. Elle ne présente que le trajet moyen des fils de couleur, en négligeant les sinuosités des mailles. Il s'agit d'illustrer un rond bleu sur fond rouge.
La première méthode est appropriée pour des motifs de grande dimension, avec peu de parties de couleurs différentes. La méthode de tricot est à plat, donc en faisant l'aller-retour sur chacune des régions. Elle est illustrée sur jacquard, haut. Elle consiste à tricoter chaque région avec son propre fil de la couleur souhaitée, le raccord entre régions étant fait en passant un fil sous l'autre à chaque rang. Le résultat est un tricot d'épaisseur simple, qui a les mêmes couleurs à l'endroit et à l'envers. Ce type de jacquard s'appelle le jacquard intarsia.

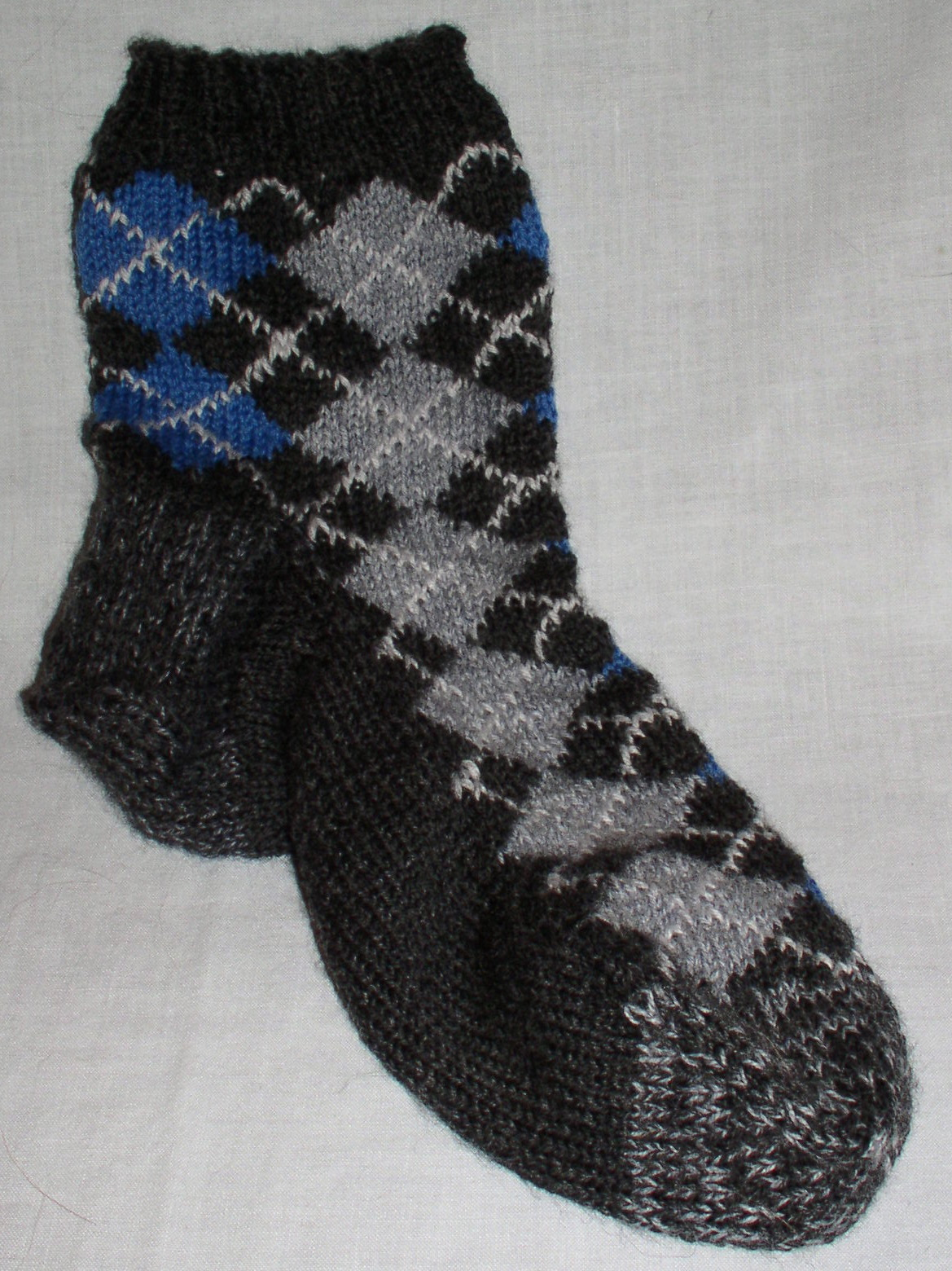
Chaussette en jacquard (méthode 1) - endroit

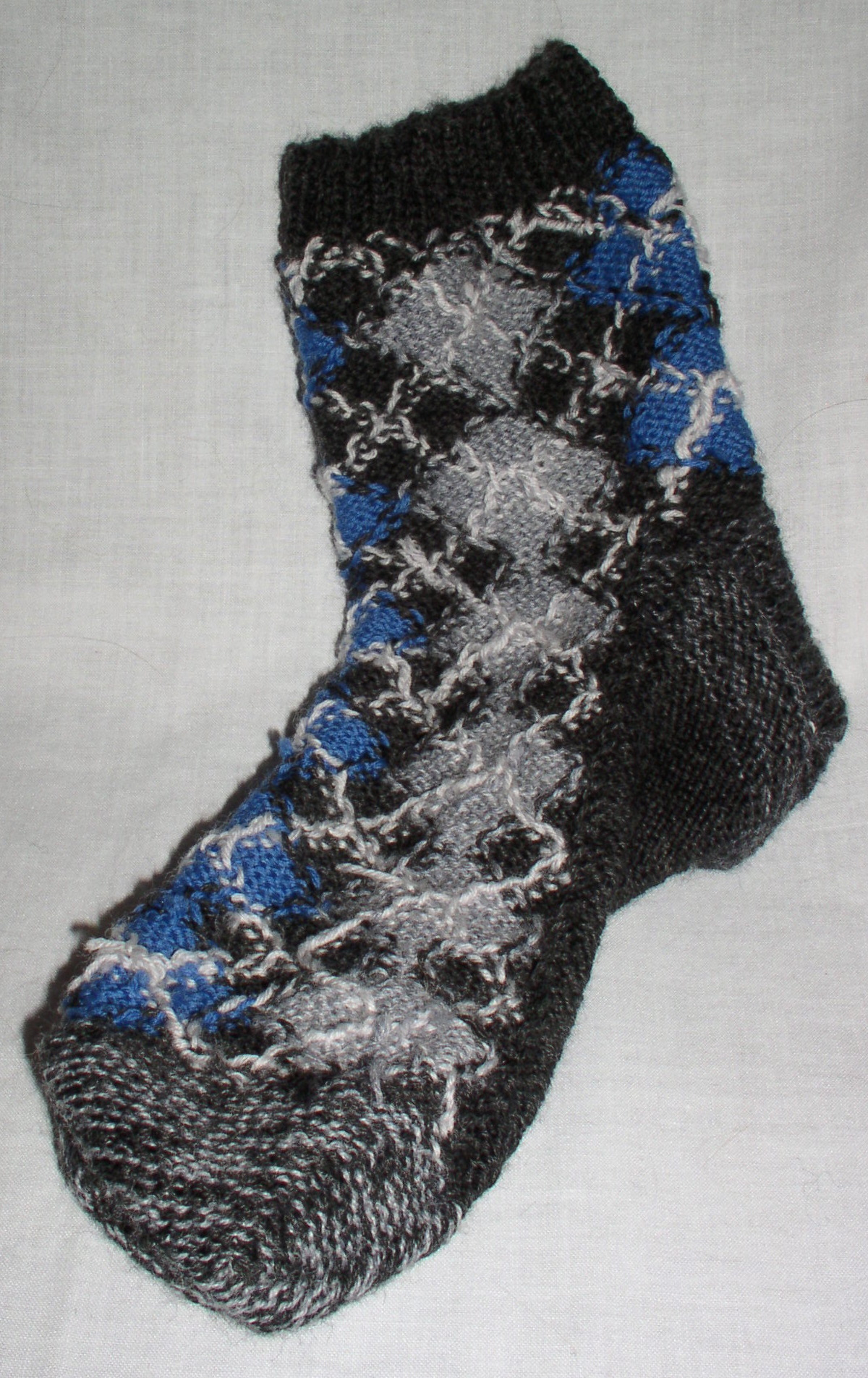
La même à l'envers

Dans une autre méthode (jacquard, bas), plus complexe, les fils de toutes les couleurs utilisées, ici deux, courent tout au long du rang, l'un étant maintenu apparent (trait continu sur la figure), l'autre étant passé derrière le tricot (trait pointillé). Cette méthode s'appelle le jacquard à fils tirés. Ici encore plusieurs solutions sont possibles :
- soit on laisse le fil de derrière flotter, ce qui n'a pas d'inconvénient s'il doit flotter sur une petite distance,
- soit on croise le fil avec celui de l'autre couleur, toutes les deux ou trois mailles, ce qui  donne un tricot plus épais et plus rigide,
- soit encore on tricote aussi le fil caché, ce qui donne une épaisseur supplémentaire, pour une grande chaleur et un beau drapé. De plus les décors apparaissent à l'envers dans la couleur qui y est tricotée. Dans le cas où il y a plusieurs couleurs, les fils supplémentaires sont passés entre la maille tricotée sur le devant et la maille tricotée sur l'envers.

Le jacquard à traits tirés est très courant dans la tradition de tricot de l'Atlantique nord (tricot norvégien, lopapeysa irlandais, pull fair isle, moufles lituaniennes, etc.). Cette méthode permet en effet la réalisation de tricot particulièrement chauds.
Un autre système d'utilisation de la couleur est de s'abandonner aux variations de couleur du fil de laine : certaines laines sont teintes en panaché, en sorte que leur couleur change au hasard toutes les quelques mailles, ou auto-zébrantes, qui changent de couleur plus lentement, tous les quelques rangs. La laine peut être faite de fibres de différentes couleurs : en petites quantités, elles seront appelées chinées, les tweeds en contenant plus.

## Les outils du tricot

### La matière première: principalement la laine

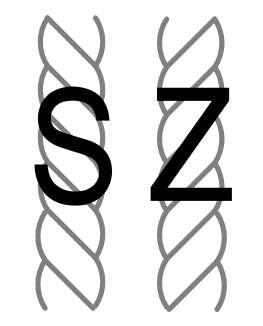
Les deux torsions possibles de la laine.

#### Fabrication du fil de laine
La plupart des fils sont faits de fibres filées. Dans le filage, les fibres sont tordues, de manière que le fil résiste à la cassure sous tension. La torsion peut être faite dans les deux sens, ce qui donne des torsions en S ou en Z . Si les fibres sont seulement cardées (démêlées), le fil est duveteux et est appelé cardé. Si en plus les fibres courtes sont éliminées, puis l'ensemble aligné par un peigne, le fil est plus lisse, et s'appelle peigné. Les fibres faisant un fil peuvent être des filaments pratiquement continus, comme la soie et de nombreux synthétiques, ou ils peuvent être des fibres de longueur variable, en moyenne d'une dizaine de centimètres. Bien sûr on peut couper les filaments en fibres avant de les filer. La résistance à la traction du fil obtenu est déterminée par la torsion, la longueur des fibres, et l'épaisseur de la laine. En général, les laines deviennent plus solides avec plus de torsion (laines worsted), des fibres plus longues et plus d'épaisseur (plus de fibres). L'épaisseur d'un fil peut varier sur sa longueur ; un boudin est une surépaisseur, où un paquet de fibres emmêlées s'est incorporé dans le fil.
Un fil filé une fois peut être tricoté en l'état, ou tressé ou retordu avec un autre.
Pour retordre, deux fils ou plus sont tordus ensemble, presque toujours dans le sens opposé à celui dans lequel ils avaient été filés individuellement. Par exemple deux fils filés en Z sont d'habitude retordus ensemble en S. L'opposition des torsions contrebalance une partie de la tendance des fils à s'enrouler sur eux-mêmes pour faire un fil plus épais mais équilibré. Des fils retors peuvent eux-mêmes être retordus ensemble, faisant ainsi des fils câblés ou des fils multibrins. Quelquefois les fils retordus sont déroulés à différentes vitesses, si bien que l'un d'eux entoure les autres comme dans le bouclé. Les fils simples peuvent être teints séparément avant torsion, ou après, pour donner au fil fini un aspect plus uniforme.
La teinture de la laine est un art complexe. Elle peut rester non-teinte, écrue comme c'est la tradition pour les chandails d'Aran, ou elle peut être teinte d'une seule couleur, ou d'une grande variété de couleurs. La teinture peut se faire industriellement, à la main, ou même peinte à la main sur le fil. Une grande variété de teintures synthétiques ont été mises au point depuis la synthèse de l'indigo au milieu du XIXe siècle ; cependant les teintures naturelles existent encore, bien qu'elles soient généralement moins éclatantes. Le schéma des couleurs d'un fil est parfois appelé sa palette. Des fils de couleurs changeantes peuvent produire des effets visuels intéressants, comme des bandes obliques. Inversement, un fil de couleur changeante peut rendre un bon motif de tricot sans intérêt, en produisant des effets visuels qui le contrarient.

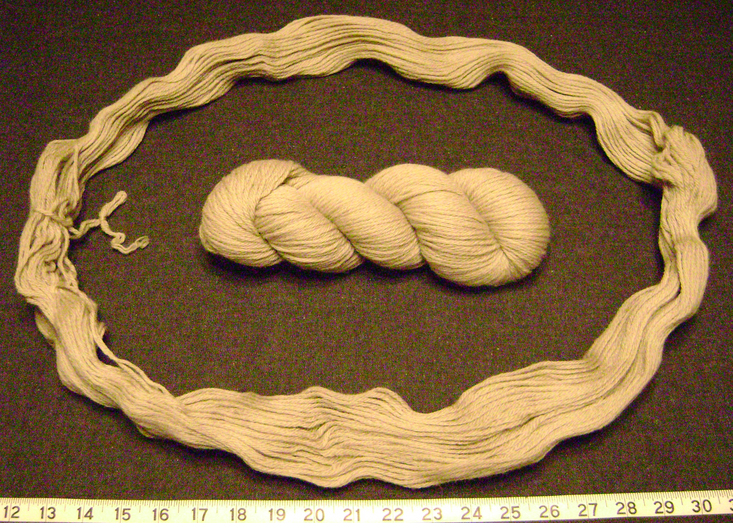
Un écheveau de laine dans son état initial, et détordu. On voit un nœud à gauche : quand le nœud sera défait, on pourra rouler l'écheveau en une pelote – ou plusieurs – plus pratique pour tricoter. Tricoter directement à partir de l'écheveau l'emmêlerait probablement irrémédiablement.

#### Utilisation de la laine
La laine à tricoter à la main est usuellement vendue en pelotes ou en écheveaux, parfois enroulée sur des bobines ou des cônes. Les écheveaux et les pelotes sont généralement vendus avec une étiquette indiquant le poids, la longueur, le lot de teinture, le contenu en fibres, les instructions de lavage, la taille d'aiguilles conseillée, etc. Il est de bonne pratique de conserver cette étiquette pour une référence future, surtout si l'on doit acheter de la nouvelle laine. Les tricoteurs s'assurent généralement que la laine pour leur travail provient d'un seul lot de teinture. Ce lot spécifie un groupe d'écheveaux qui ont été teints ensemble, et qui ont donc précisément la même couleur ; des écheveaux de lots différents, même s'ils sont très semblables, sont parfois un peu différents, ce qui fera un contraste quand ils seront tricotés ensemble. D'autant plus qu'ils ne vieilliront pas tous forcément de la même manière. Si un tricoteur n'achète pas suffisamment de laine pour terminer son projet, il est parfois possible de se procurer des écheveaux additionnels du même lot, éventuellement chez d'autres marchands, ou en ligne.
L'épaisseur ou le poids de la laine est un facteur significatif pour déterminer la jauge, c'est-à-dire le nombre de mailles et de rangs nécessaire pour faire une certaine surface dans un point donné. Les laines épaisses ont besoin de grosses aiguilles, tandis que les laines fines peuvent être tricotées avec des aiguilles ordinaires ou fines. Les laines plus grosses demandent donc moins de mailles, et donc moins de temps, pour tricoter un vêtement de dimension donnée. Les motifs et ornements sont plus gros avec des laines plus grosses ; les grosses laines donnent des effets visuels plus voyants, les laines fines sont meilleures pour les motifs raffinés. Les laines sont groupées selon leur épaisseur en six catégories : superfine, fine, légère, moyenne, grosse et supergrosse. L'épaisseur est mesurée quantitativement en nombre de colonnes par unité de longueur (en anglais, wraps per inch ou WPI). Le poids qui lui est relié est la masse linéique, mesurée en denier, unité de mesure d'épaisseur des fils continus : c'est la masse en grammes d'une longueur de 9 000 m. On lui préfèrera l'unité dérivée du SI, le tex (1 g/km soit 9 deniers).

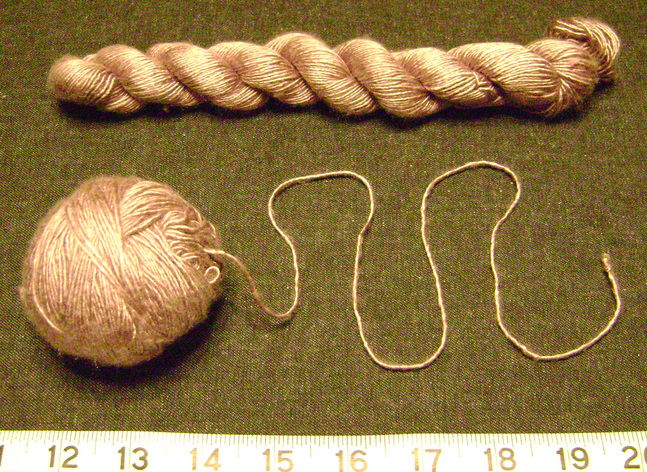
Transformation d'un écheveau de soie pêche (haut) en pelote, dans laquelle le fil à tricoter émerge du centre (bas). Cette dernière disposition est la meilleure pour tricoter, car le fil est moins enclin à s'emmêler.

Avant de tricoter, le tricoteur va typiquement transformer un écheveau en pelote. Il est préférable de laisser la laine émerger du centre de la pelote : ceci va rendre le tricot plus facile en évitant que le fil ne s'emmêle trop facilement. Cette transformation peut être faite à la main, ou avec un appareil enrouleur de pelotes. Quand ils tricotent, certains tricoteurs enferment leur pelote dans un bocal, pour la garder propre et éviter qu'elle ne roule et ne s'emmêle avec d'autres fils ; le bout du fil passe par un petit trou dans le couvercle du bocal.

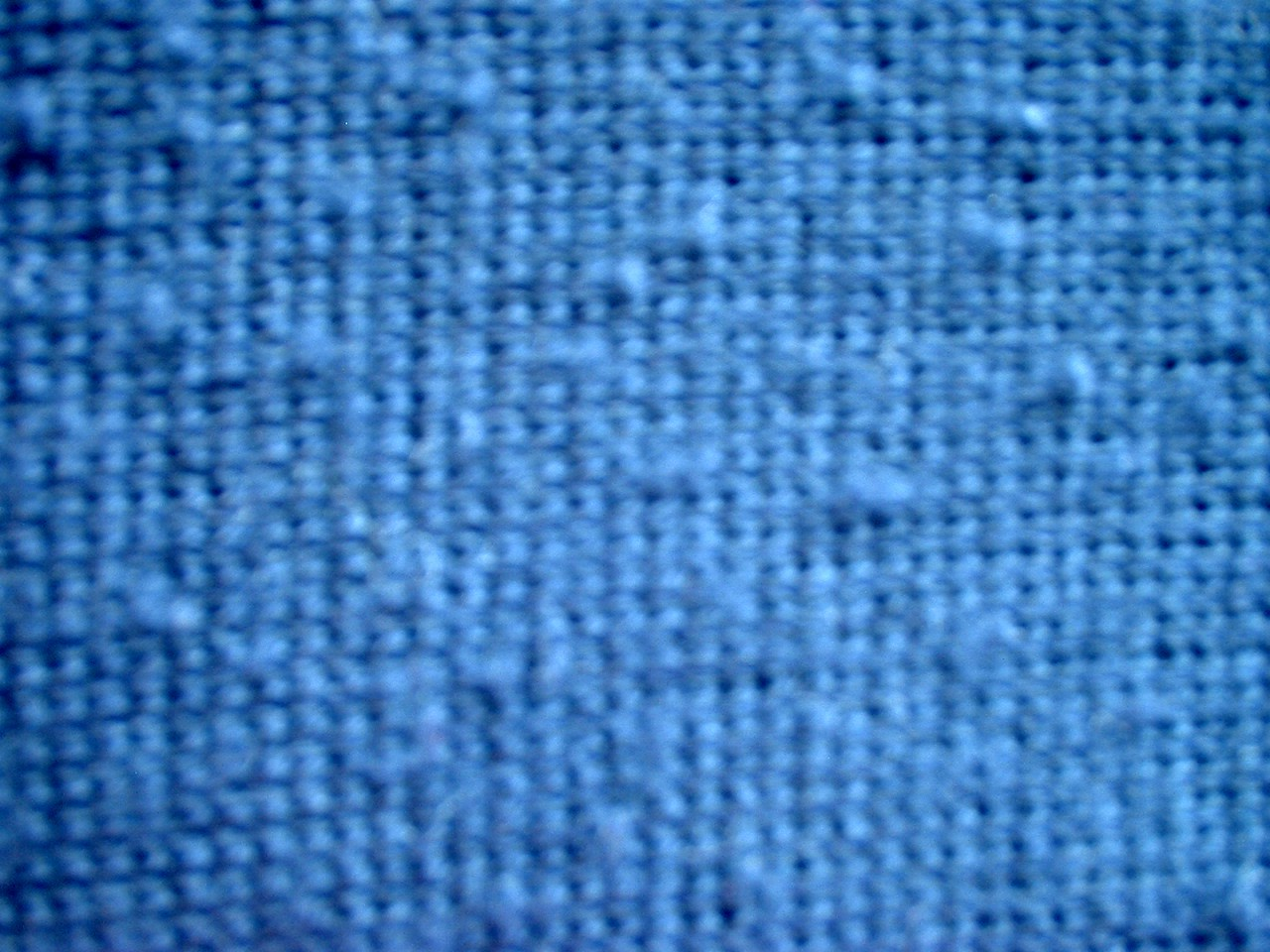
Tricot en train de pelucher.

L'utilité d'une laine pour un projet de tricot se juge sur divers facteurs, comme sa légèreté (sa capacité à emprisonner l'air), sa résilience (son élasticité sous tension), ses propriétés au lavage et sa tenue des couleurs, son toucher (en particulier sa douceur ou sa rudesse), sa résistance à l'abrasion, sa résistance au peluchage, son poil, sa tendance à se tordre ou à se détordre, son poids global et son drapé, ses qualités de blocage et de feutrage, son confort (perméabilité à l'air, absorption et transport de l'humidité par capillarité), et bien sûr son aspect, qui comprend la couleur, le lustre, la douceur et les propriétés ornementales. Parmi les autres facteurs, citons les propriétés allergéniques, la vitesse de séchage, la résistance aux agents chimiques, aux mites et à la moisissure, le point de fusion et l'inflammabilité, la rétention de l'électricité statique, et la résistance aux taches et aux teintures. Certains aspects peuvent être plus importants que d'autres selon les projets, si bien qu'il n'y a pas une laine optimale. La résilience et la tendance à se (dé)tordre sont des propriétés générales qui affectent la facilité du tricot à la main. Les laines plus résilientes sont plus tolérantes aux irrégularités de la tension ; les laines très tordues sont parfois difficiles à tricoter, tandis que la laine qui se détord peut conduire à des mailles à moitié manquées, où une partie de la maille reste en l'air. Un facteur clé en tricot est la définition des points, qui correspond à la façon dont des motifs compliqués sont vus avec la laine concernée. Des laines lisses, filées très serré sont les meilleures pour faire apparaître les motifs de points ; à l'autre bout, des laines extrêmement duveteuses ou poilues ont une mauvaise définition des points, et tout motif de points compliqué passera inaperçu.

### Les aiguilles à tricoter
Le tricot se réalise au moyen d' aiguilles à tricoter, de machines à tricoter ou des cadres rigides. Selon leur taille et leur forme, ces cadres peuvent s'appeler planches, anneaux, métiers, ou bobines à tricoter. D'autres outils sont utilisés pour préparer la laine à tricoter, pour mesurer et ajuster les vêtements tricotés, ou pour rendre le tricot plus facile ou plus confortable.
Il y a trois types de base d'aiguilles à tricoter :
- les aiguilles en paires, fines et droites, effilées à un bout et munies d'un bouton à l'autre, permettant le tricot à plat ;
- les aiguilles droites, mais à deux pointes, en jeux de 4 ou 5 pour le tricot en rond ;
- les aiguilles circulaires, aiguille à deux pointes, d'environ 13 cm de long rigides et rectilignes, reliées par un câble flexible (d'habitude en nylon), permettant le tricot à plat ou en rond.

La possibilité de travailler à partir des deux bouts de la même aiguille est commode pour divers types de tricot, comme les versions à mailles glissées du tricot en double.
La propriété la plus importante des aiguilles est leur diamètre, qui peut aller de moins de 2 mm à 25 mm. Le diamètre définit la taille des mailles, ce qui affecte la jauge du tricot et son élasticité. En effet, les mailles sont formées en enroulant le fil sur l'aiguille, où il reste tant que la maille est active.
Un cas spécial est l'aiguille à torsades, aiguille à deux pointes, très courte, et munie d'une chicane au milieu. On l'utilise quand on fait des torsades pour tenir les mailles temporairement, d'un côté ou de l'autre du tricot, pendant que l'on tricote les autres.

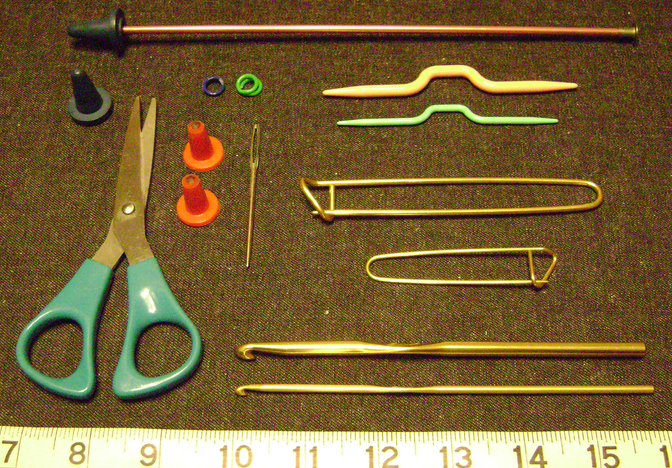
Quelques accessoires utilisés par les tricoteurs à la main. En partant du bas à droite, deux crochets, deux épingles d'attente (ressemblant à des épingles de sûreté), et deux aiguilles à torsades, rose et verte. À gauche, une paire de ciseaux, une aiguille à laine, deux protège-pointe orange, des anneaux de marquage verts et bleu. En haut à gauche, deux protège-pointe noirs, l'un monté sur une aiguille rouge. Échelle en pouces (25 mm).

### Les autres accessoires

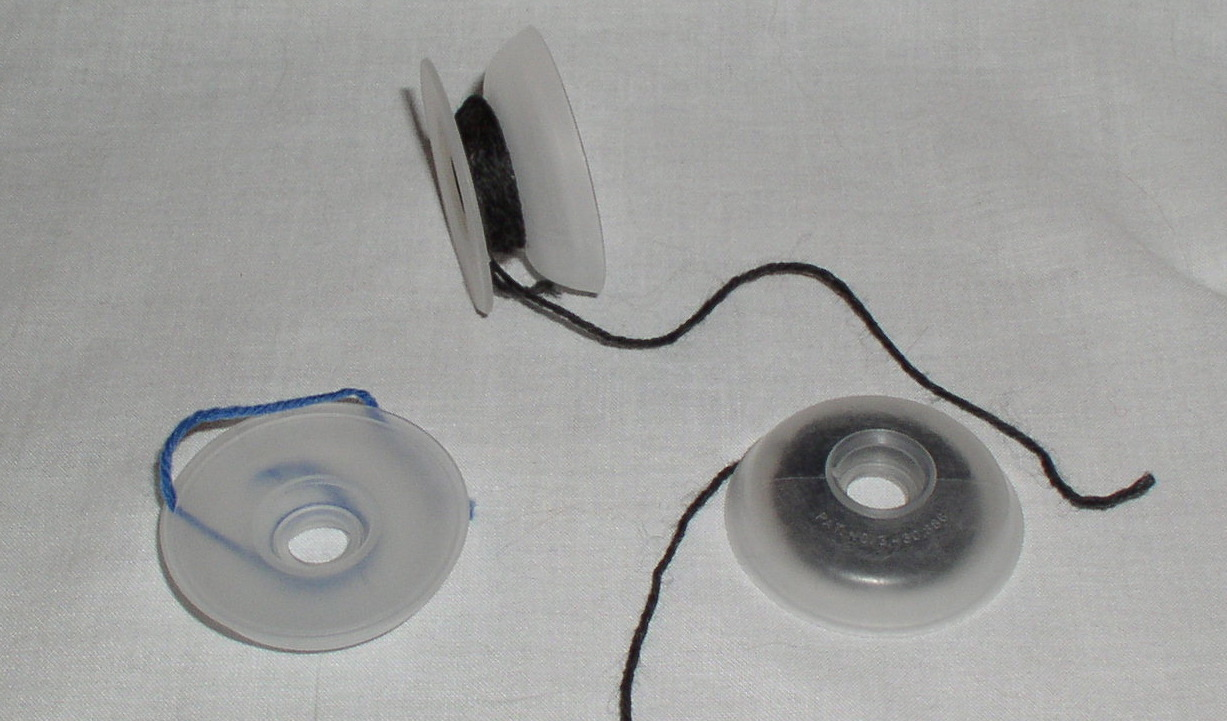
Bobineaux pour les fils de différentes couleurs utilisés dans le jacquard

Divers accessoires ont été mis au point pour faciliter le tricot à la main (Accessoires et Bobineaux). Les instruments pour dérouler les écheveaux, pelotonner les pelotes, et les mettre à l'abri ont été évoqués plus haut. Les crochets et aiguilles à repriser la laine sont souvent utiles pour relever des mailles ou lier deux morceaux de tricot bord à bord. L'aiguille à repriser est utilisée dans le point doublé (également connu sous le nom de reprise suisse, tandis que le crochet est essentiel pour réparer les démaillages, ou pour certains points comme l’ouaté. D'autres accessoires utilisés pour préparer des ornementations spécifiques incluent l'arbre à pompons, pour faire commodément des pompons. Pour les motifs grands ou compliqués, il est souvent difficile de garder la trace de quel point doit être tricoté de quelle manière ; divers instruments ont été mis au point pour identifier le numéro d'un rang ou d'une maille particulière, y compris les anneaux de marquage, les marqueurs pendants, les bouts de fil et les compteurs. Une autre difficulté potentielle est que les mailles peuvent glisser à la pointe de l'aiguille quand on pose l'ouvrage pour faire autre chose : ceci est empêché par les protège-pointe que l'on glisse sur les pointes. Évoquons le problème des excès de zèle au tricot qui peuvent conduire à des contractures de la main ou du poignet, ou plus grave. Des gants spéciaux anti-stress combattent ce genre d'effet. Enfin, il y a toute espèce de sacs et de bagagerie pour contenir en bon ordre le tricot, la laine, les aiguilles et tout le reste.

## Histoire et culture

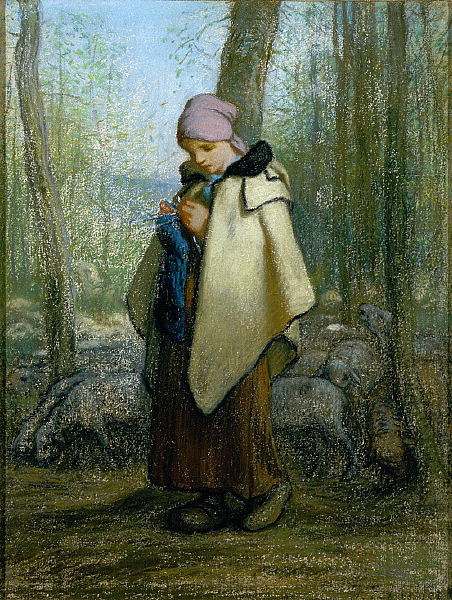
J.F. Millet : Bergère tricotant (1856-7)

L'ancêtre du tricot est sans doute ce qui est connu sous le nom de nålbinding. Les trouvailles archéologiques les plus anciennes ont été réalisées avec cette technique, et faussement identifiées comme des tricots. La trouvaille la plus ancienne de tricot au sens propre consiste en fragments de chaussettes coptes en coton finement décorées trouvées en Égypte et datant de la fin du Xe siècle,. Compte tenu de la finesse et de la sophistication du décor bicolore, il faut supposer que l'invention elle-même du tricot est bien antérieure.
Technique répandue dans le monde islamique au Xe siècle, elle est introduite en Europe par les Croisades, le développement des relations commerciales et la conquête musulmane de la péninsule Ibérique.
Les premières guildes commerciales de tricot apparaissent en Europe de l'Ouest au début du XVe siècle (Tournai en 1429, Barcelone en 1496). La guilde de saint Fiacre est fondée à Paris en 1527 mais les archives y mentionnent une organisation de tricoteurs dès 1268.
D'Espagne, le tricot remonte en Angleterre et en Écosse, où, suivant la légende, il est enseigné aux natifs des Shetland par des matelots espagnols rescapés du naufrage de l'Invincible Armada. Fair Isle, une des îles Shetland, a ainsi donné son nom à un type particulier de motifs de jersey.
À partir du milieu du XVIIe siècle, à la fin de l’époque d’Edo, le tricot est introduit au Japon au cours d’échanges commerciaux avec l’occident. Cette période coïncide avec le déclin de l’influence des samouraïs, et la refonte de l’armée japonaise vers un modèle inspiré par les États-Unis. Les samouraïs se mettent alors au tricot pour combler la demande en gants et chaussettes impliquée par les nouveaux uniformes.
Le XVIIIe siècle voit la prospérité de villes en France comme Saint-Affrique dans l'Aveyron ou Vervins dans l'Aisne, villes réputées pour leurs fabriques de tricot dont l'activité décline au XIXe siècle avec l'industrialisation.
Avec l'invention de la machine à tricoter moderne en 1864 par William Cotton, le tricot à la main perd peu à peu de son importance en tant qu'activité économique.
Les maraichers bretons travaillant aux halles de Paris à la fin du XIXe siècle ont popularisé un vêtement de marin, en laine, tricoté très serré pour être imperméable, le chandail. Ce type de tricot est appelé aujourd'hui pull-over.

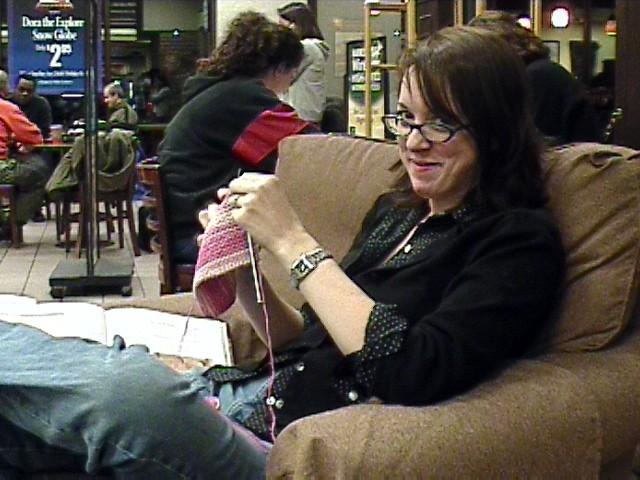
Cette femme tricote dans un café. Bien que ce soit fait d'habitude par une seule personne, le tricot est souvent une activité sociale.

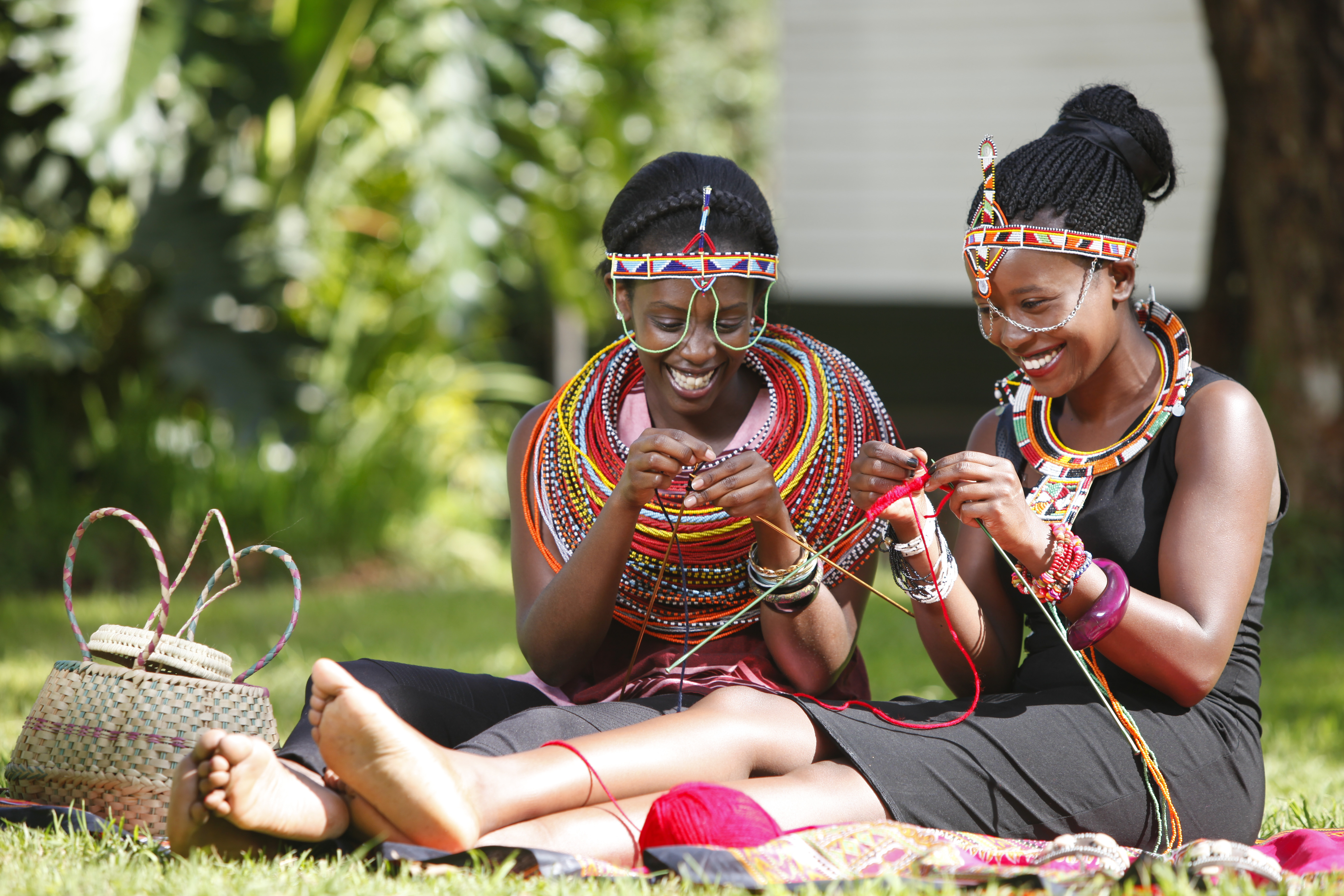
Deux amies tricotant dans un parc du Kenya

Le tricot à la main est devenu à la mode et en est sorti plusieurs fois dans les deux derniers siècles, et au début du XXIe siècle, il revit. Selon le groupe industriel Craft Yarn Council of America, le nombre de personnes qui tricotent aux États-Unis entre 25 et 35 ans a augmenté de 150 % entre 2002 et 2004. Cette dernière réincarnation est moins orientée vers la débrouillardise et la réparation que celle des années 1940 et 50, mais plus vers une affirmation de la personnalité et le développement de l'esprit communautaire. Cette dernière affirmation est surtout vraie aux États-Unis, en France, il s'agit plutôt de se réunir pour partager un savoir-faire, sortir de l'isolement, s'initier à un art qui autrefois se transmettait de génération en génération, apprendre des trucs et astuces de personnes expérimentées et passionnées dans la convivialité. Des boutiques, des cafés ou des associations proposent ainsi des ateliers tricot ou « tricot-thé ».
En outre, bien des tricoteurs contemporains ont un blog sur leur tricot, leurs modèles et leurs techniques, ou rejoignent des communautés virtuelles focalisées sur le tricot, comme Ravelry.

## Autres applications du tricot

### Applications caritatives
Tricoter des vêtements pour une distribution gratuite aux autres est de tradition courante dans les groupes de tricot. Les filles et les femmes ont tricoté des chaussettes, des chandails, des écharpes, des moufles, des gants et des bonnets pour les soldats en Crimée, pendant la guerre de Sécession, ou la guerre des Boers. Cette pratique a continué pendant les deux guerres mondiales, en Corée, et continue pour les soldats en Irak et en Afghanistan. Dans les entreprises historiques, les compagnies de laine fournissaient des patrons approuvés par les diverses armées. Les projets modernes impliquent usuellement des garnitures intérieures de casques. Ces garnitures doivent être à 100 % de la laine peignée épaisse.
Un des projets modernes les plus réussis a été le projet chemo-cap, démarré à Nazareth (Pennsylvania) en 2002, en mémoire d'une femme décédée d'un cancer de l'utérus. Ce projet, comme d'autres tels que les headhuggers, jour sans cheveux, fournit des bonnets et autres couvre-chefs pour les patientes en chimiothérapie. Comme pour les projets de garniture de casques, les compagnies de laine offrent gratuitement les recettes ; la fibre doit être ici 100 % coton ou acrylique, et lavable à la machine.
Il existe également des groupes de tricot qui confectionnent des modèles à destination des enfants prématurés ou mort-nés, dont les parents ont généralement du mal à trouver des vêtements adaptés à leur petite taille.

### Applications industrielles
Dans l'industrie, le fil métallique est aussi tricoté pour tout un ensemble d'applications, allant des filtres à cafetières aux convertisseurs catalytiques pour l'automobile, et encore bien d'autres usages. Ces étoffes sont généralement tricotées sur des machines à tricoter circulaires, analogues aux machines à chaussettes.

### La publicité
Au Royaume-Uni, une compagnie agro-alimentaire a fait une campagne de publicité pour des céréales de petit-déjeuner à la télévision en les présentant comme tricotées par des mamies. La présentation mène le spectateur dans une usine mythique où chaque morceau de céréales est tricoté par une mamie. Puis elle explique que ce n'est pas facile de tricoter le bon goût du produit, parce que les céréales ont besoin du savoir-faire des mamies. Entre les explications « techniques » qui sont données, des mamies qui bavardent sont admonestées par leur surveillante.
En France et en Suisse, c'est dans le cadre de l'opération "mets ton bonnet" que Phildar lance chaque année un appel au public pour que soient tricotés de minis bonnets destinés à orner les bouteilles de jus de fruit de la marque Innocent durant une période donnée: chaque bouteille vendue sous cette forme rapporte quelques centimes d'euros aux Petits frères des pauvres.

### Le Yarn bombing
Dans ces dernières années, une pratique appelée Yarn bombing, ou bombage à la laine, utilisant de l'étoffe tricotée aux aiguilles ou au crochet pour modifier et orner le mobilier urbain ou un élément d'un décor champêtre, a émergé aux États-Unis, et s'est répandue dans le monde. Les "Yarn bombeurs" se manifestent souvent dans les endroits symboliques de la culture graffiti ou du street art à cause de leurs renommées et d'une certaine exposition. L'américaine Magda Sayeg (en) aurait lancé cet art en 2005.

### Art contemporain
Dès les années 1960, des artistes femmes américaines et européennes créent des œuvres brodées, cousues, tissées, tricotées mettant en valeur un travail artisanal et créatif. Elles s'emparent de ces techniques comme moyen d'expression tout en affirmant leur identité. Dans les années 1960, l'américaine Mary Walker Phillips (en) utilise le tricot. Dans les années 1970, Raymonde Arcier crée des objets tricotés représentants symboliquement l'asservissement des femmes à travers les tâches domestiques. Elle tricote ainsi un énorme pull en maille de fer. En 1971, Annette Messager réalise Les Pensionnaires, une œuvre qui présente un alignement de moineaux empaillés et emmaillotés dans des tricots.